# Architektur in Deutschland

Das Brandenburger Tor, ein architektonisches Wahrzeichen bzw. Symbol Deutschlands

Deutschland hat eine reiche und vielfältige Architekturgeschichte, deren Traditionslinien von der karolingischen Renaissance bis in die zeitgenössische Architektur reichen. Der Artikel gibt einen Überblick über Geschichte und Gegenwart der Architektur in Deutschland, festgemacht an Bauwerken, die das Bild des Landes prägen und an herausragenden Baumeistern, Architekten und Ingenieuren, die in Deutschland gewirkt haben oder wirken.
Die deutsche Architektur ist durch ein großes Maß an regionaler Vielfalt geprägt, bedingt durch die jahrhundertelange Aufgliederung des deutschen Territoriums in Fürstentümer, Königreiche und andere Herrschaftsgebiete. Dadurch entstand ein sehr heterogenes Bild, teilweise gibt es architektonische Unterschiede von Stadt zu Stadt, von Dorf zu Dorf. Dies beschert dem heutigen Deutschland ein besonders reichhaltiges historisches Bauerbe. Nicht zu übersehen sind in vielen deutschen Städten allerdings die Folgen der Zerstörungen im Zweiten Weltkrieg; gerade in den Stadtzentren größerer Städte sind die historischen Bauten meist nur – rekonstruierte – Inseln inmitten der einfacheren Architektur des Wiederaufbaus. Von den etwa 16 Millionen Wohnungen der Vorkriegszeit haben sich etwa zwei Drittel erhalten. Unter den kleineren und mittleren Städten gibt es hingegen viele überwiegend gut erhaltene Altstädte, siehe Liste von Städten mit historischem Stadtkern in Deutschland. Einige von ihnen sind durch bekannte Themen- und Ferienrouten wie die Deutsche Fachwerkstraße und die Romantische Straße miteinander verbunden.
Deutschlands Architektur ist naturgemäß auch eng mit der seiner Nachbarstaaten und anderer europäischer Länder verwoben. Architekturstile machen so gut wie nie an Staatsgrenzen halt, so dass man architekturgeschichtlich von einer rein „deutschen“ Architektur nicht sprechen kann. Architektur ist immer ein grenzüberschreitendes Medium, das einen Kulturkreis verbindet und zugleich symbolisiert. So war es bei den durch Mitteleuropa wandernden Bauhütten im Mittelalter, bei der Barock-Baukunst etwa an der Würzburger Residenz und so ist es in verstärktem Maße auch in der eng vernetzten heutigen Welt, in der Architekten häufig international tätig sind und Stilentwicklungen global prägen. Als prägend für die deutsche Kultur- und Architekturlandschaft gelten unter anderem Altstädte mit vielen Fachwerkhäusern und Schrägdächern, Monumentalbauten (vor allem Kirchen) der Romanik und Gotik, ein reichhaltiges Erbe an Burgen und Schlössern, ausgedehnte Villen- und Blockrandviertel aus der Zeit der industriellen Revolution (meist Historismus), im norddeutschen Raum Backsteingotik und -expressionismus, die hier entstandene modernistische Bauhaus-Bewegung und nachfolgende eher nüchtern gehaltene Stile sowie die Postmoderne.
Es gibt zahlreiche geschützte Bau- und Kulturdenkmale in Deutschland, wobei längst nicht alle wertvollen Bauwerke und Ensembles auch eingetragene Denkmalbauten sind. Zudem gibt es die weltweit drittgrößte Anzahl von Bauten auf der UNESCO-Welterbeliste, siehe Welterbe in Deutschland. Zu den symbolträchtigsten Bauwerken Deutschlands gehören das Brandenburger Tor, das Reichstagsgebäude und der Fernsehturm in der Hauptstadt Berlin, der Kölner Dom als größte Kathedrale, das Romantik-Symbol Schloss Neuschwanstein, sowie die Wartburg, die Frankfurter Paulskirche und das Hambacher Schloss als wichtige historische Schauplätze.

## Architekturgeschichte

### Frühgeschichte

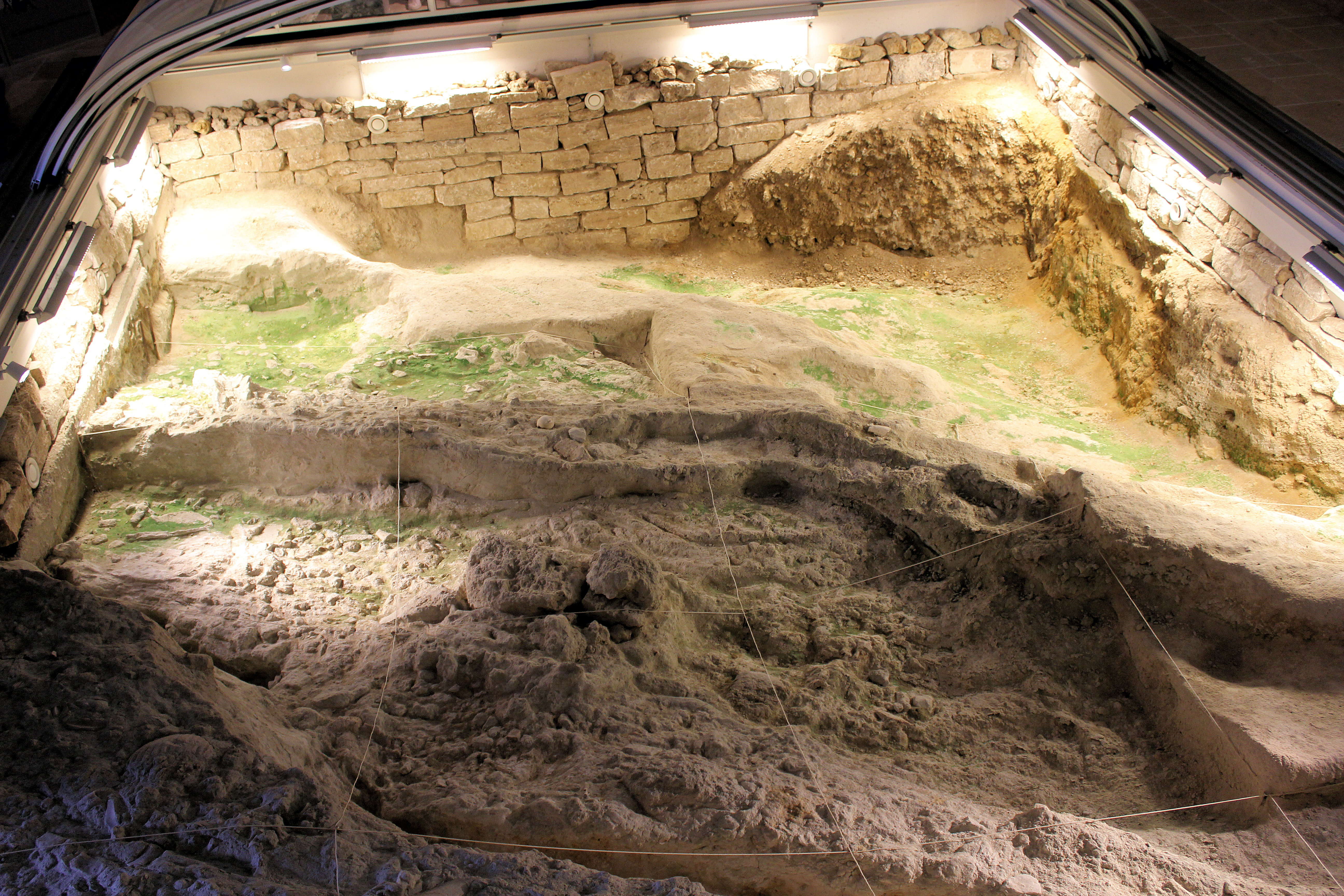
Fundplatz Bilzingsleben

Am Fundplatz Bilzingsleben wurde das vielleicht älteste Gebäude der Welt gefunden, gebaut vom Homo heidelbergensis.
Das heutige Deutschland wurde nach- und nebeneinander ab etwa 5000 vor Christus von der linearbandkeramischen, der schnurkeramischen und der Glockenbecherkultur besiedelt, die Benennung erfolgte anhand des archäologischen Fundgutes. Diese Kulturen bauten Langhäuser, die größten Bauwerke ihrer Zeit und viele Arten der Kreisgrabenanlage.
Die Kelten bauten die ersten Städte nördlich der Alpen, zum Beispiel die Heuneburg.

### Antike

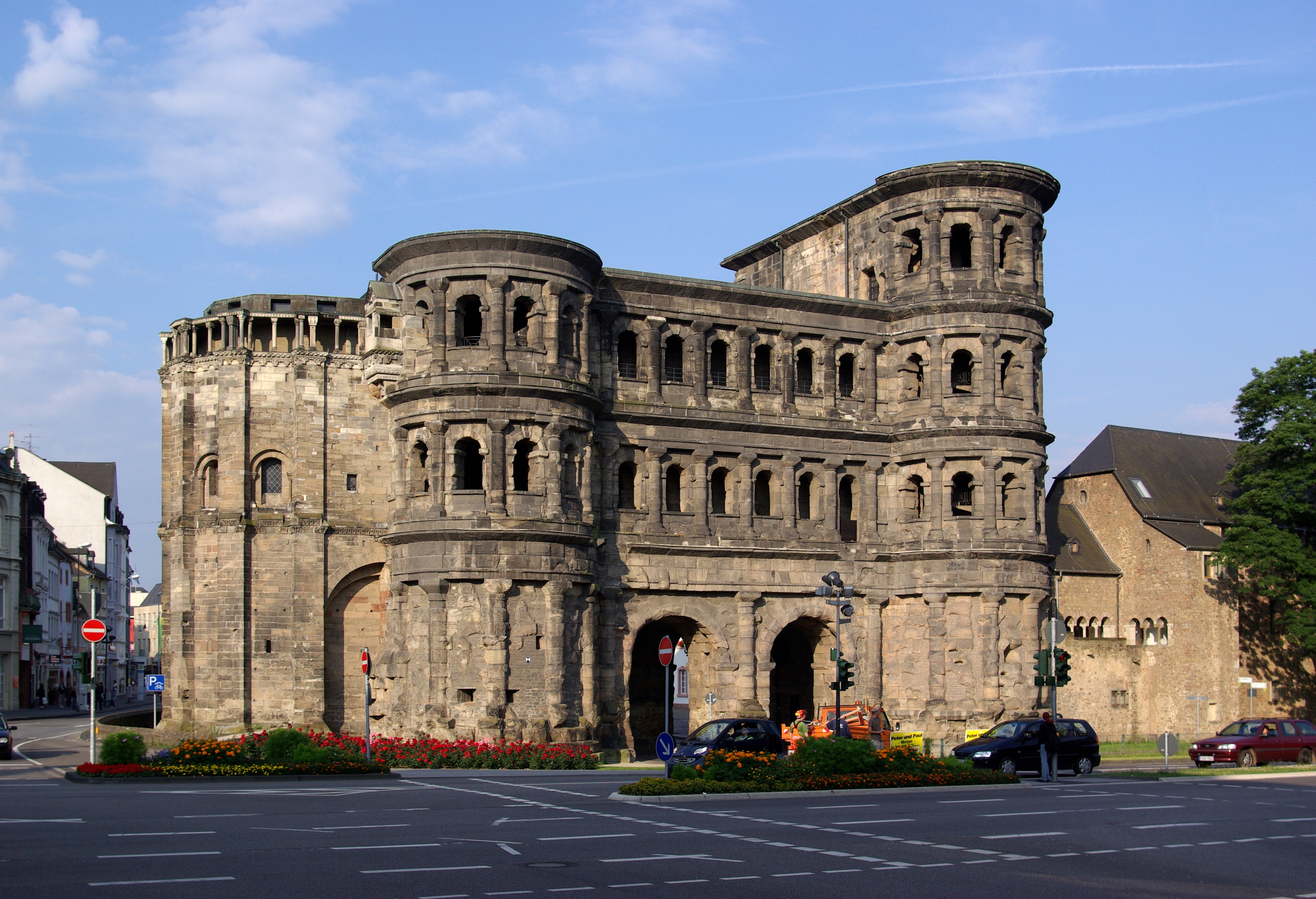
Die Porta Nigra in Trier ist eines der bekanntesten architektonischen Relikte aus der Römerzeit auf deutschem Boden.

Das Römische Imperium erstreckte sich einst über weite Teile der heutigen Bundesrepublik Deutschland. Überreste des um 100–150 n. Chr. entstandenen Limes, der römischen Grenzbefestigung, sind heute noch erhalten. Neben den Militärbauwerken wie Kastellen und Militärlagern errichteten die Römer z. B. auch typische Thermen, Brücken und Amphitheater.
Eine bedeutende Metropole dieser Zeit war Trier, wo heute unter anderem noch die Porta Nigra, das wohl am besten erhaltene Stadttor der Antike, die Überreste von verschiedenen Thermen, eine Römerbrücke und die (wiederaufgebaute) Konstantinbasilika zu sehen sind.
Mit dem Abzug der Römer verschwand ihre städtische Kultur und auch ihre Fortschritte in der Baukunst (z. B. Heizung, Fensterglas) – von den Germanen gibt es kaum erhaltene Bauwerke, da sie in Hüttensiedlungen lebten.

### Vorromanik

Kloster Lorsch (Königshalle, um 850 erbaut)

Wichtige vorromanische Bauten sind die unter Karl dem Großen etwa um 800 errichtete Pfalzkapelle in Aachen, heute Teil des Aachener Doms, die nach byzantinischen Vorbildern erbaut ist; weiterhin die Klosterkirchen der Insel Reichenau und die Torhalle des Klosters von Lorsch aus dem frühen 9. Jahrhundert, die ein besonders schönes Beispiel unter den wenigen erhaltenen karolingischen Bauten in Deutschland ist. Die Kunstblüte dieser Zeit ist auch als Karolingische Renaissance bekannt und gilt als erste klassische Architekturbewegung, die Motive der Antike wiederaufgreift.
Ein Bauwerk, das nach Meinung mancher Architekturhistoriker die Romanik vorbereitete, die in Deutschland ca. 1030 einsetzt, ist die Klosterkirche St. Michael in Hildesheim (ca. 1010–1033).

### Romanik

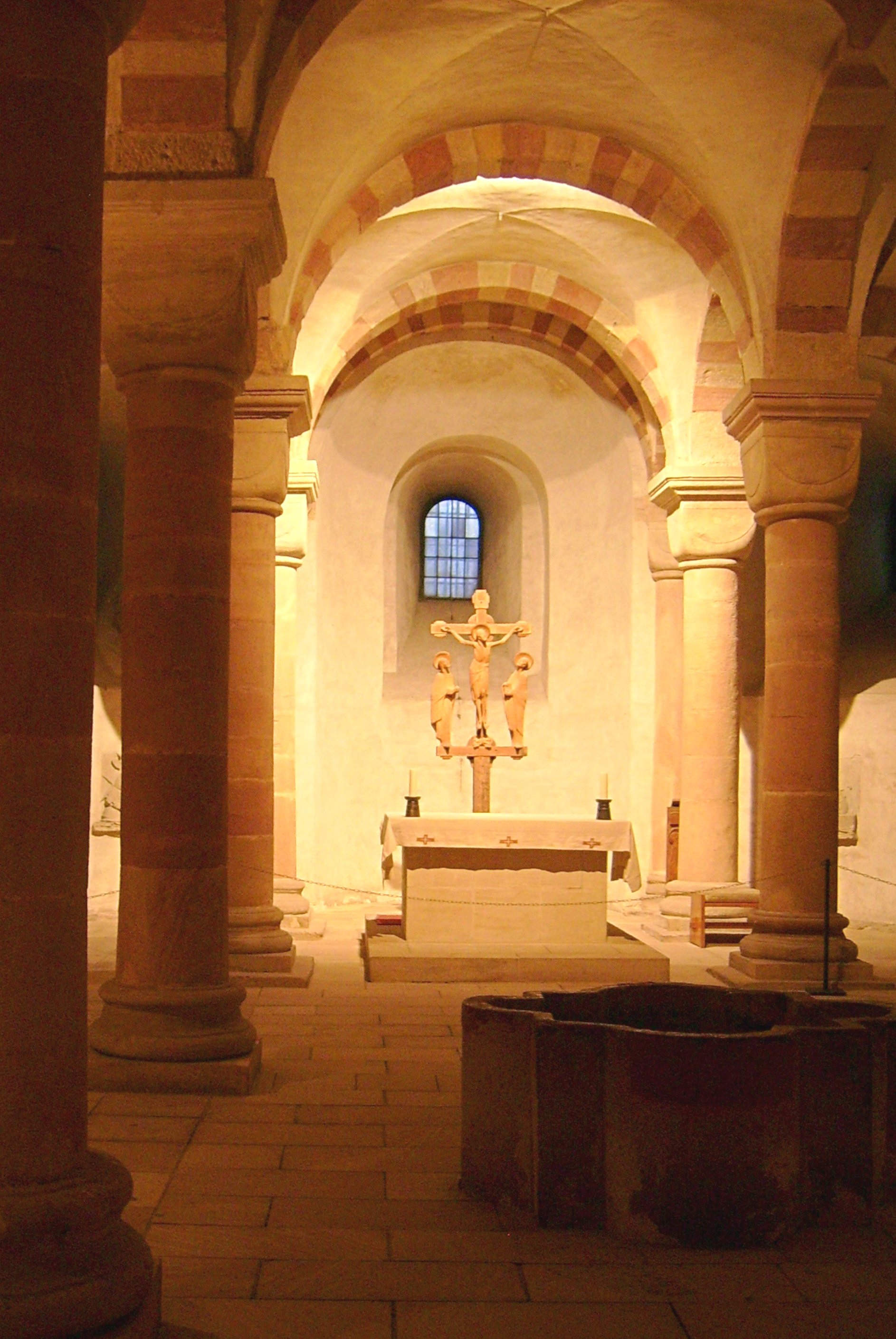
Die Krypta im Dom zu Speyer.

Das bedeutendste romanische Bauwerk der Bundesrepublik ist der Dom zu Speyer. Er entstand in mehreren Bauphasen ab etwa 1030, war im 11. Jahrhundert das größte Bauwerk der christlichen Welt und ein bauliches Machtsymbol der Salier.
Der Wormser Dom und der Mainzer Dom sind ebenfalls oft zitierte Beispiele der romanischen Baukunst.
Zeugnisse der Baukunst der Romanik finden sich im gesamten Land, denn viele Kirchen und Klöster wurden in dieser Epoche gegründet. In Sachsen-Anhalt findet man etwa die Straße der Romanik. Die rheinische Romanik, deren Bauwerke wie z. B. der Dom zu Limburg oder die Stadtkirche zu Bacharach, brachte Bauten hervor, die oftmals farbig gefasst sind. Von besonderer Bedeutung sind zudem die Stiftskirche St. Servatius in Quedlinburg, aber auch der Lübecker Dom, der Braunschweiger Dom, der Hildesheimer Dom, der Trierer Dom, sowie der Bamberger Dom, dessen letzter Bauabschnitt in die Zeit der Gotik fällt.
Sehenswert ist auch das Kloster Maulbronn, das als bedeutendes Beispiel der Baukunst der Zisterzienser gilt. Es entstand zwischen dem 12. und 15. Jahrhundert und besitzt daher gotische Bestandteile.
Im 11. Jahrhundert lag auch der Baubeginn zahlreicher Burgen, etwa der Nürnberger Burg und der Wartburg, die beide später im gotischen Stil erweitert wurden.

### Gotik

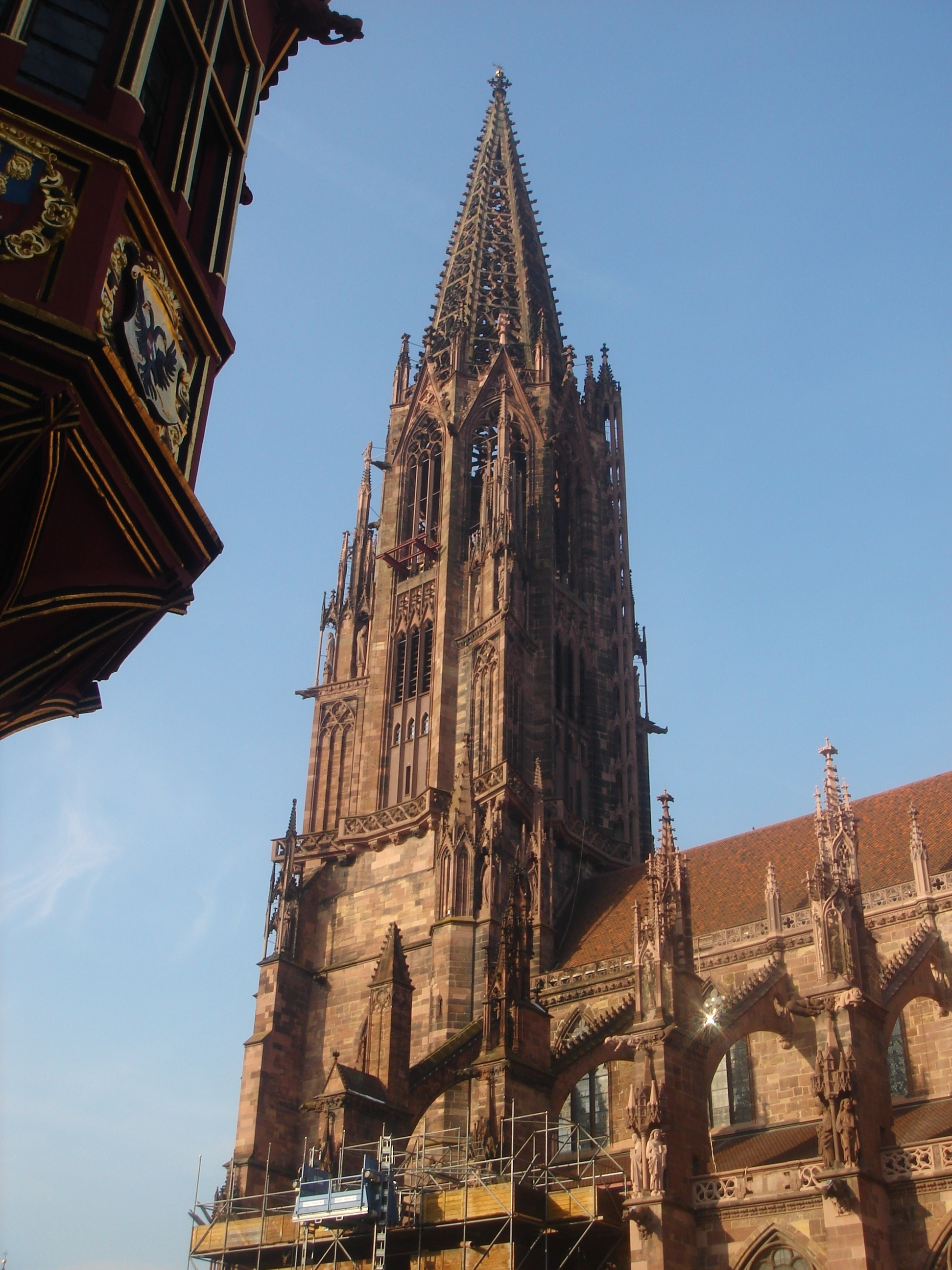
Der Turm des Freiburger Münsters.

Die Gotik hat ihren Ursprung in Frankreich; das erste gotische Bauwerk in Deutschland, der Magdeburger Dom, wurde ab 1209 errichtet. In den Jahren darauf folgten weitere Bauten, etwa die Liebfrauenkirche  in Trier (ca. 1233–1283) und die Elisabethkirche in Marburg (ca. 1235–1283). Das Freiburger Münster, dessen Baubeginn um 1200 liegt, besitzt einen authentisch gotischen Turmhelm, der etwa 1340 vollendet war; dieses Münster zählt zu den bedeutenden Bauwerken der Gotik in Deutschland.
Wegen der langen Bauzeit der Kirchen und Dome, die von in Bauhütten organisierten Handwerkern errichtet wurden, wurden etliche der bekanntesten Bauwerke erst im 19. Jahrhundert vollendet, als der gotische Stil im Rahmen der Romantik bzw. des Historismus wieder in Mode kam: Das gilt vor allem für den Kölner Dom, der nach dem Mailänder Dom die größte gotische Kathedrale der Welt ist und den man nach jahrhundertelangem Baustopp mit Hilfe von wiederentdeckten gotischen Plänen schließlich 1880 vollendete.
Auch das Ulmer Münster stellte man nach einem sehr langen Baustopp erst Ende des 19. Jahrhunderts fertig, sein 161,55 Meter hoher Turm war um 1890 vollendet – er ist bis heute der höchste Kirchturm der Welt.

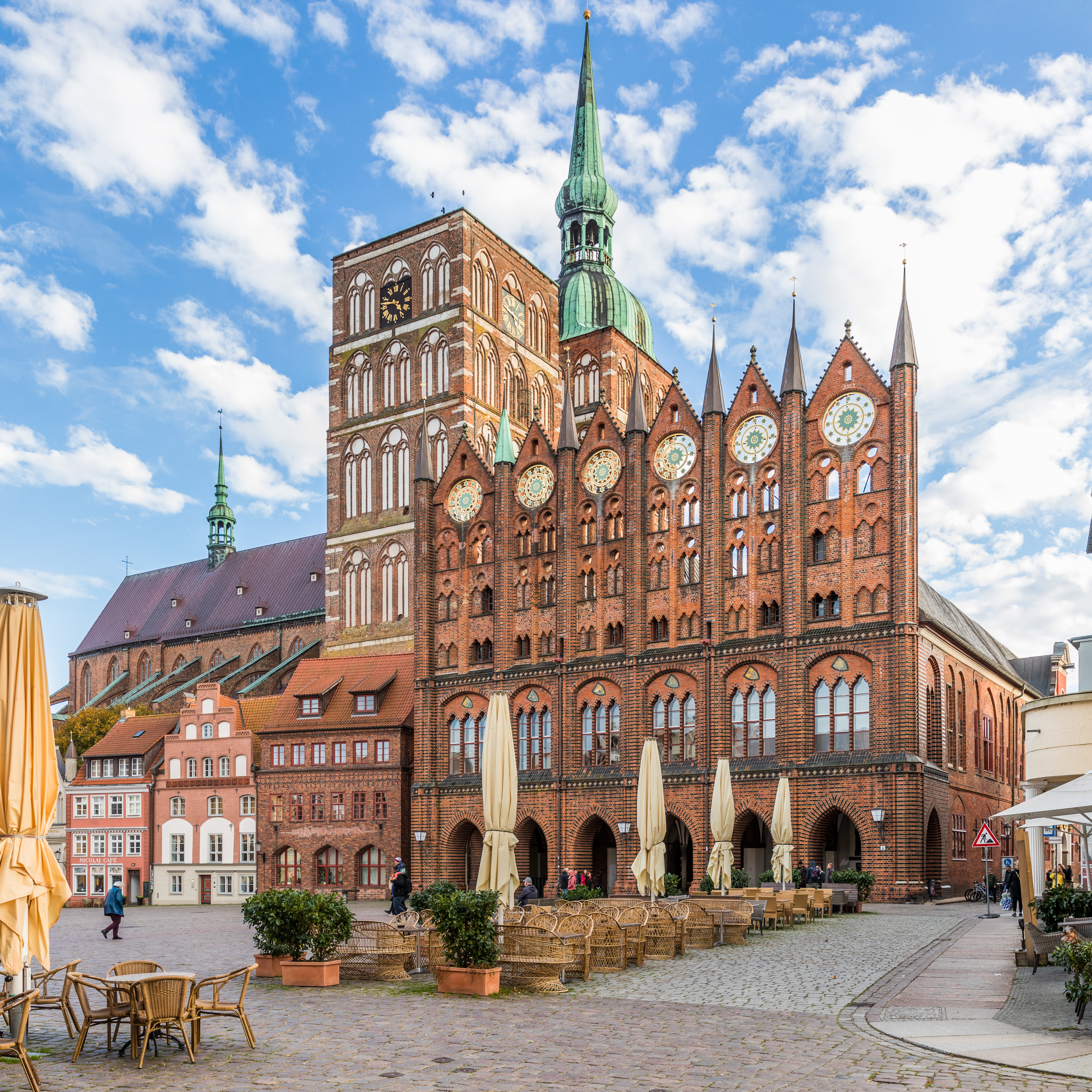
Stralsund: Rathaus und Nikolaikirche, prominente Vertreter der Backsteingotik

Im Gebiet der Ostseeküste herrschte die so genannte Backsteingotik vor. Städte wie Lübeck, Rostock, Wismar, Stralsund und Greifswald sind von dieser regionalen Stilvariante geprägt. Da es in der Küstenregion nur geringe Natursteinvorkommen gibt, musste man auch beim Bau großer Bauten auf den Ziegelstein zurückgreifen. Durch die Entwicklung von Formziegeln entstand eine eigene Formensprache, und der Ziegel verlieh den Bauten zudem eine besondere Farbigkeit. Als Vorbild für den Baustil vieler norddeutscher Kirchen diente St. Marien in Lübeck, die zwischen 1200 und 1350 entstand.
In der Gotik tritt neben den Kirchenbauten auch der Bau von Zunfthäusern und vor allem von Rathäusern als Bauaufgabe auf – ein Zeichen für das aufstrebende Bürgertum. Berühmt sind hier das Rathaus von Stralsund (um 1350) und das Bremer Rathaus (1410), dessen Fassade jedoch während der Renaissance-Zeit umgestaltet wurde. Ein besonderes Beispiel für einen gotischen Profanbau ist auch das (wiederaufgebaute) Rathaus von Münster in Westfalen (ursprünglich von 1350).
Die Wohnbauten dieser Zeit waren vor allem Fachwerkbauten, wie man sie heute noch in Städten wie Goslar, Celle, Lüneburg, Salzwedel oder Quedlinburg sehen kann. In Quedlinburg steht eines der ältesten Fachwerkhäuser Deutschlands; der Ständerbau aus dem 14. Jahrhundert beherbergt heute das Fachwerkmuseum.

### Renaissance und Manierismus

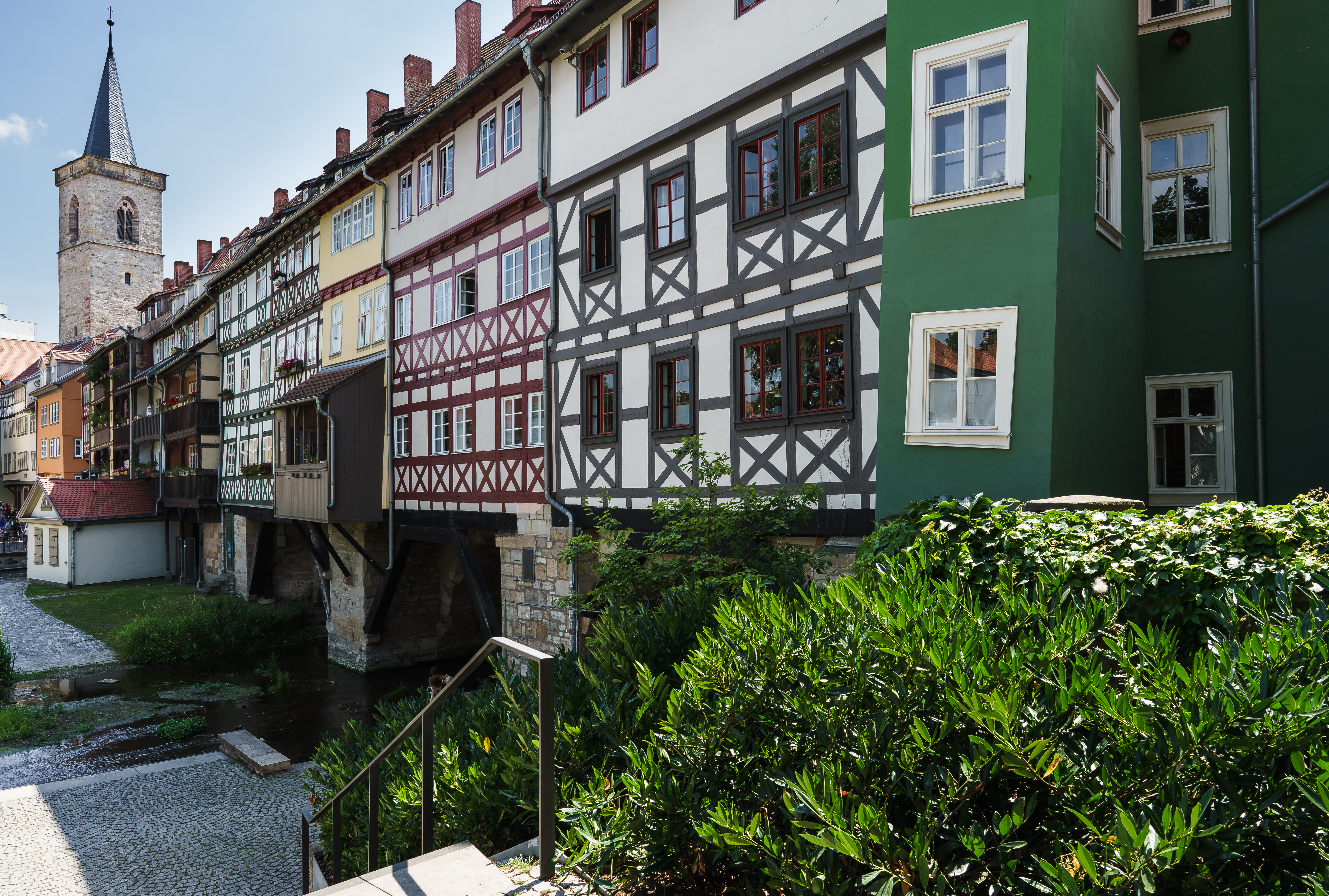
Krämerbrücke in Erfurt, geschlossene Brückenbebauung mit Fachwerkhäusern

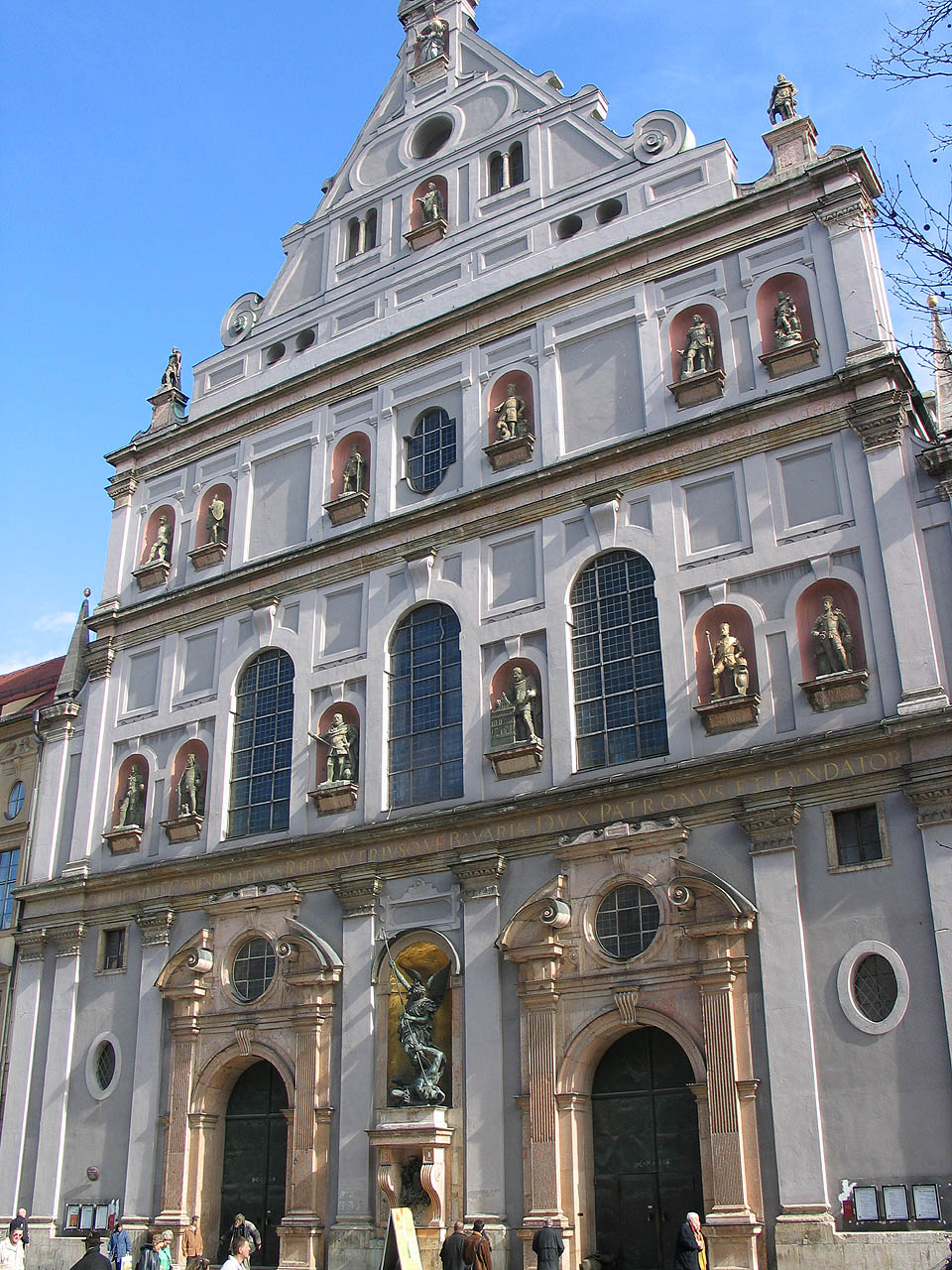
St. Michael in München im Stil der Renaissance.

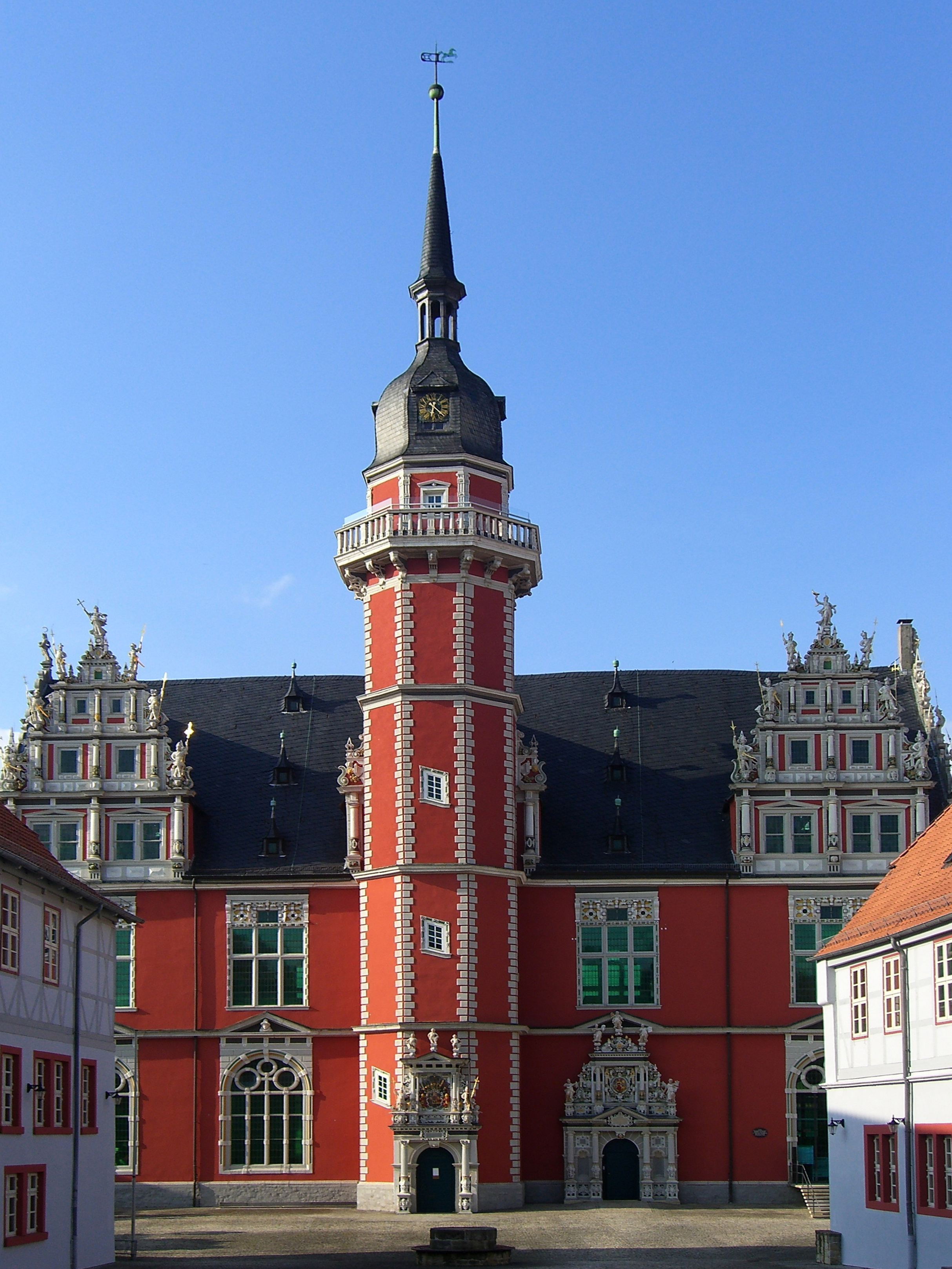
Juleum in Helmstedt, repräsentatives Beispiel der Weserrenaissance

Da die deutschen Baumeister weder Italien noch die Bauten der Antike gesehen haben, gerät im 16. Jahrhundert die italienische Renaissance-Architektur unter den Händen deutscher Baumeister „zunächst zum reinen Mißverständnis“. Aus Musterbüchern wird das Dekor der lombardisch und venezianischen Frührenaissance übernommen. Damit werden die Fassaden verkleidet, die gotischen Treppengiebel mit Voluten verschleift und „manieristisch-antikisierendes Gekröse“ aus Stein verwendet. So entsteht in Deutschland des 16. Jahrhunderts eine bürgerliche „Lego-Antike“ mit einer kleinteiligen Elemente-Sammlung, deren Einzelförmchen angeklebt wirken. Der Anschluss an die italienische Renaissance gelingt bei den Schlossbauten in Dresden, Berlin, Torgau, Brieg und bei der Münchner Kirche St. Michael, wo jedoch oft nur das Ornament überwiegt. In Deutschland entwickelt sich parallel zur italienischen Spätrenaissance bis 1650 auch eine bewusst antiklassische Architektur, der Manierismus. Manieristische Darstellungen, Labyrinth, Kugel, Ei, Würfel (Hieronymus Bosch) weisen auf den Surrealismus des 20. Jahrhunderts hin. Merkmal des Manierismus in Deutschland ist die Dekoration der nordischen Renaissance, geprägt durch den nach den Niederländer Cornelis Floris benannten Florisstil. In Nordeuropa, insbesondere in Deutschland, schmücken nun Beschlag-, Roll-, Knorpel- und Ohrmuschelwerk, Obelisken und Voluten die Giebel der Gebäude und bilden das „Schweifwerk“.
Als die Fugger 1509 ihre Familienkapelle in der Augsburger Kirche St. Anna im „italienischen Stil“ gestalten ließen, bereiteten sie der italienischen Renaissance in Deutschland den Boden. Augsburg, die Handelsstadt, war in dieser Zeit eine der bedeutendsten Metropolen in Europa. Über die Handelsverbindungen wurde auch ein Stück italienischer Kultur importiert. Allerdings konnte sich die Renaissance, die dann um 1520 in Deutschland Fuß fasste, durch die politischen Bedingungen der Zeit nicht wirklich gut im Lande ausbreiten. Deutschland war in zahlreiche Fürstentümer zersplittert, die Bürger hatten meist wenige Rechte und bewaffnete Konflikte, vor allem die Religionskonflikte im Zuge der Reformation, sorgten dafür, dass weite Landstriche quasi unterentwickelt blieben. Manche Fürsten förderten allerdings die „moderne Kunst“ verstandene Renaissance, etwa in Torgau (Schloss Hartenfels, Rathaus), Aschaffenburg (Schloss Johannisburg) oder Landshut. In Landshut steht mit der Landshuter Stadtresidenz ein sehr authentischer, weil von italienischen Handwerksmeistern erbauter Renaissance-Bau. Als bedeutender Renaissancebau nördlich der Alpen gilt auch St. Michael in München (Baubeginn ca. 1581). Das Augsburger Rathaus ist ebenfalls ein bedeutender Renaissancebau, er wurde allerdings erst spät, zwischen 1614 und 1620, vom Augsburger Baumeister Elias Holl errichtet.
Das Wirken des Kirchenfürsten Kardinal Albrecht von Brandenburg in Halle (Saale) von 1514 bis 1541 gilt als die größte planmäßig umgesetzte repräsentativ-herrschaftliche Renaissancebebauung nördlich der Alpen. Mit der Moritzburg, der Neuen Residenz, dem Dom und der Marktkirche ist ein beeindruckendes Ensemble der Renaissance entstanden. Zusammen mit der Altstadt, insbesondere dem Stadtgottesacker, gilt die hallesche Renaissance als sui generis.
Ein Beispiel für Renaissancebaukunst mit „niederländischen Einflüssen“ ist das Heidelberger Schloss. Beispiele für die niederländische Renaissance sind in Niedersachsen und Nordrhein-Westfalen zu finden, wo im Bereich der Weser zahlreiche Schlösser und Herrensitze im Stil der Weserrenaissance entstanden sind. Ein hervorragendes Stadtbild im Stil der Renaissance haben die Städte Hameln und Lemgo. In Wolfenbüttel sind das Schloss der Welfen sowie die evangelische Stadtkirche Beatae-Maria-Virginis als besondere Beispiele der Renaissance erwähnenswert.
In Thüringen und Sachsen sind viele Kirchen und Schlösser im Stil der Renaissance erbaut worden. So zum Beispiel die Wilhelmsburg mit Schlosskapelle in Schmalkalden, die Stadtkirche von Rudolstadt, das Schloss in Gotha, das Rathaus in Leipzig, das Innere des Chorraums das Freiberger Domes, das Schloss in Dresden oder der Schönhof in Görlitz.
In Norddeutschland sind das Güstrower Schloss sowie die besonders reiche Innenausstattung der Stralsunder Nikolaikirche von Interesse.

### Barock

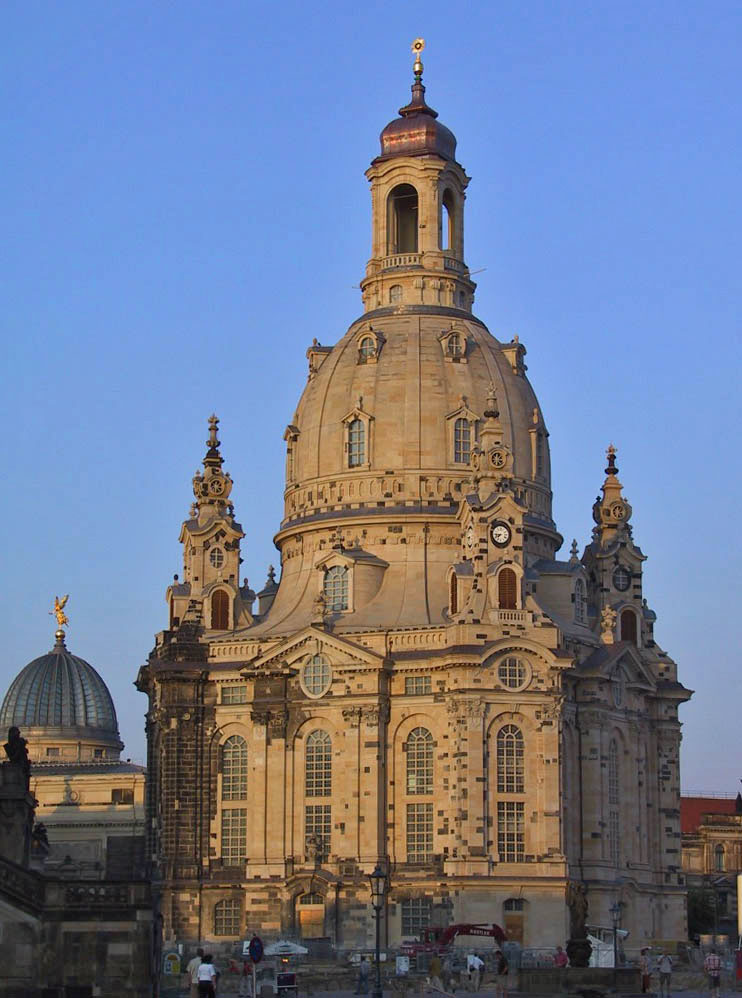
Barock: Die wiederaufgebaute Frauenkirche in Dresden.

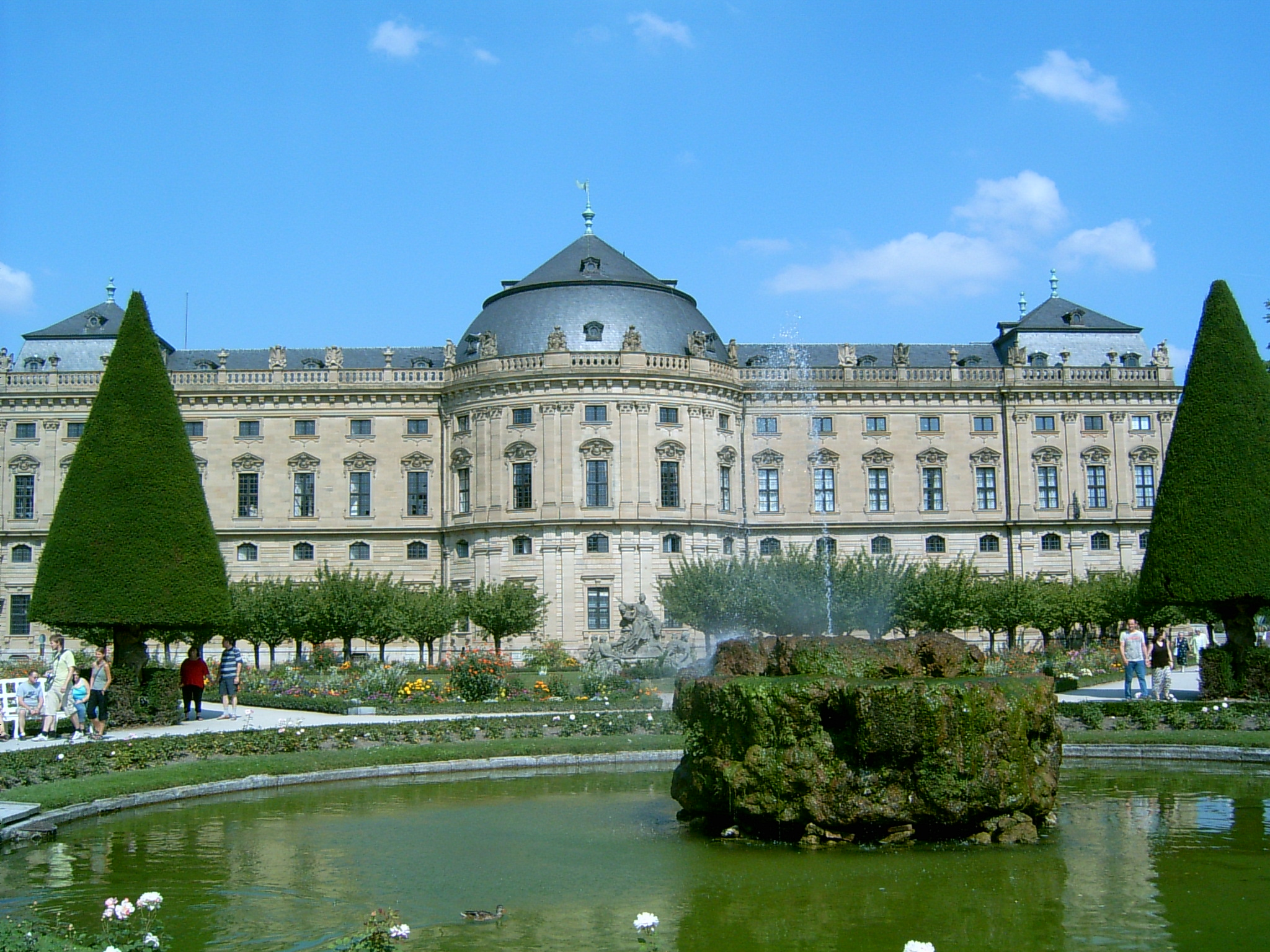
Würzburger Residenz, eines der bedeutendsten Barockschlösser Europas

Der Barock setzte in Deutschland wegen des Dreißigjährigen Krieges etwas verzögert ein, etwa ab 1650.
Die barocke Herrschaftsarchitektur der deutschen Königs- und Fürstenhäuser orientierte sich, ebenso wie das Hofzeremoniell, stets am Vorbild Frankreich, vor allem am Hof des Sonnenkönigs in Versailles. So entstand der Dresdner Zwinger in Dresden, den Matthäus Daniel Pöppelmann zwischen 1709 und 1728 errichtete, zunächst zur Abhaltung höfischer Feste, wie sie am Hofe des Sonnenkönigs üblich waren.
Die Architektur des Absolutismus stellte stets den Herrscher in den Mittelpunkt, so erhöht z. B. die Raumkomposition die Machtstellung des jeweiligen Herrschers – etwa in Form der prächtigen Treppenhäuser, die zur Person des Herrschers führen – auch die Wand- und Deckenmalerei und die Skulpturen an den plastisch geformten Wänden preisen mit ihren Motiven meist den fürstlichen oder königlichen Bauherren.
Das Zusammenspiel von Architektur, Malerei und Plastik ist ein wesentliches Merkmal der Barockarchitektur. Ein bedeutendes Beispiel ist die Würzburger Residenz mit dem Kaisersaal und dem Treppenhaus, deren Bau, unter Federführung von Johann Balthasar Neumann, im Jahr 1720 begann. Viele verschiedene Architekten und Künstler aus ganz Europa haben an ihrem Bau mitgewirkt, deshalb gilt die Würzburger Residenz als „Synthese des europäischen Barock“. Die Fresken im Treppenhaus etwa schuf Giovanni Battista Tiepolo zwischen 1751 und 1753.
Andere bekannte Barockschlösser sind das Neue Palais in Potsdam, das Schloss Charlottenburg in Berlin, das Schloss Weißenstein bei Pommersfelden und das Schloss Augustusburg in Brühl, dessen Innenräume zum Teil schon im Rokoko gestaltet sind.
Rokoko ist die Spätphase des Barock, in der das Dekor noch weitaus üppiger geriet und die verwendeten Farben meist hellere Töne zeigten.
Bei Schloss Sanssouci, das zwischen 1745 und 1747 entstand, spricht man gar von „Friderizianischem Rokoko“, da der üppige Stil hier in einer gewissen Strenge ausgeführt ist.
Die 1754 vollendete Wieskirche bei Steingaden ist ein überragendes Beispiel des Rokoko und wegen seiner beiden Baumeister Dominikus Zimmermann und Johann Baptist Zimmermann ein Höhepunkt der Sakralarchitektur im Voralpenland. Durch die vielen Klöster und Kirchen in der Region, auch Pfaffenwinkel genannt, konnten sich hier sehr versierte, auf Sakralbauten spezialisierte Baumeister und Handwerker herausbilden, wie etwa die Brüder Zimmermann.
Zu den bekanntesten Beispielen für den bayerischen Barock zählen die Benediktinerkirche in Ottobeuren, das Kloster Weltenburg, das Kloster Ettal und die St. Johann-Nepomuk-Kirche, genannt Asamkirche, in München.
Weitere Beispiele für barocke Sakralarchitektur sind die Wallfahrtskirche Vierzehnheiligen in Oberfranken und die wiederaufgebaute Dresdner Frauenkirche, die George Bähr ursprünglich zwischen 1722 und 1743 schuf.

### Klassizismus
Der Klassizismus kam in Deutschland in der zweiten Hälfte des 18. Jahrhunderts auf. Er orientierte sich, wie es der Name besagt, an der klassischen Baukunst der Antike. Der Klassizismus ist als Gegenbewegung zum Barock zu verstehen und grenzt sich auch ideell von dem Architekturstil des Absolutismus ab. Dies galt nicht nur für die Architektur, sondern auch für die Landschaftsarchitektur.

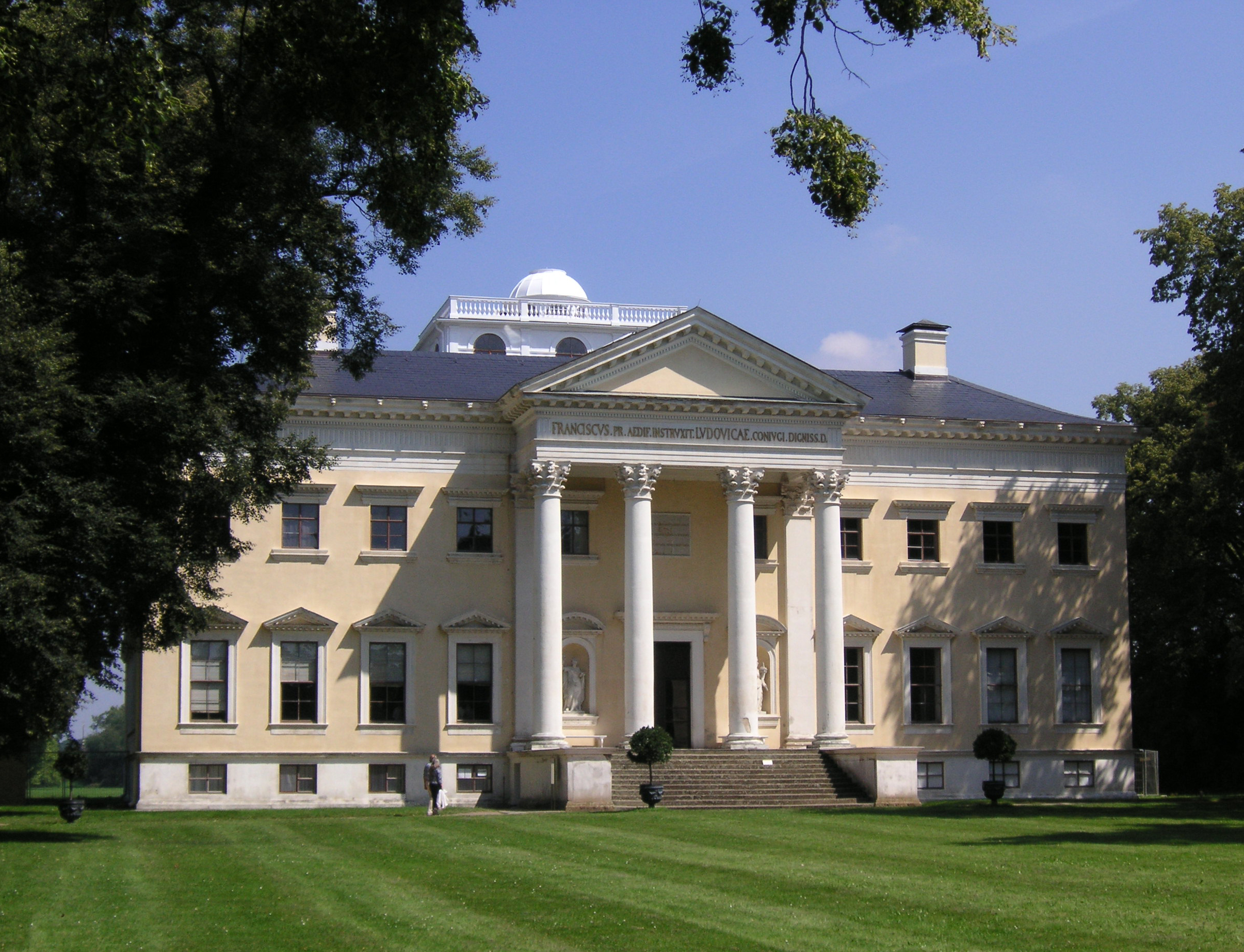
Das Schloss Wörlitz im Wörlitzer Park

Beispielhaft sind hier die Wörlitzer Anlagen mit dem Wörlitzer Schloss, die zum Dessau-Wörlitzer Gartenreich gehören. Unter der Regie von Friedrich Wilhelm von Erdmannsdorff entstand hier ab 1764 ein Landschaftsgarten, auch Englischer Garten bzw. Landschaftspark genannt, der die aufgeklärte Haltung des Fürsten Leopold III. spiegelte. Im Gegensatz zu den streng geometrischen Barockgärten zelebrierte der naturnah gestaltete englische Landschaftsgarten die Freiheit der Natur, die wiederum die in der Aufklärung erkannte Freiheit des Menschen symbolisiert.
Die baulichen und theoretischen Impulse für diesen Stil kamen aus England; so gleicht das Schloss Wörlitz auch einem englischen Landsitz, die englischen Landsitze wiederum orientierten sich an der italienischen Renaissance, vor allem an Palladio.
Das Brandenburger Tor, das Carl Gotthard Langhans 1791 fertigstellte, zählt wohl zu den berühmtesten Bauwerken des Klassizismus in Deutschland.
Der bedeutendste Architekt dieser Stilrichtung in Deutschland war zweifellos Karl Friedrich Schinkel. Er baute für das preußische Königshaus, u. a. in Berlin: die Neue Wache (1818), das Schloss Charlottenhof (ab 1826) und das Alte Museum (1830), mit dem die Geschichte der Berliner Museumsinsel begann.
Am bayerischen Hof machte sich der Architekt Leo von Klenze einen Namen. Der Königsplatz in München (ab 1816) mit der Glyptothek, den Propyläen und der letztlich von Georg Friedrich Ziebland erbauten Antikensammlung ist wohl sein berühmtestes Werk; es ist einer griechischen Tempelanlage nachempfunden.
Zu den bedeutenden Bauten der Zeit gehört außerdem das Schloss Wilhelmshöhe in Kassel (Baubeginn 1786), dessen Park aus der barocken Anlage des Karlsberg und dem ab 1763 ausgebauten Landschaftsgarten besteht.

### Historismus

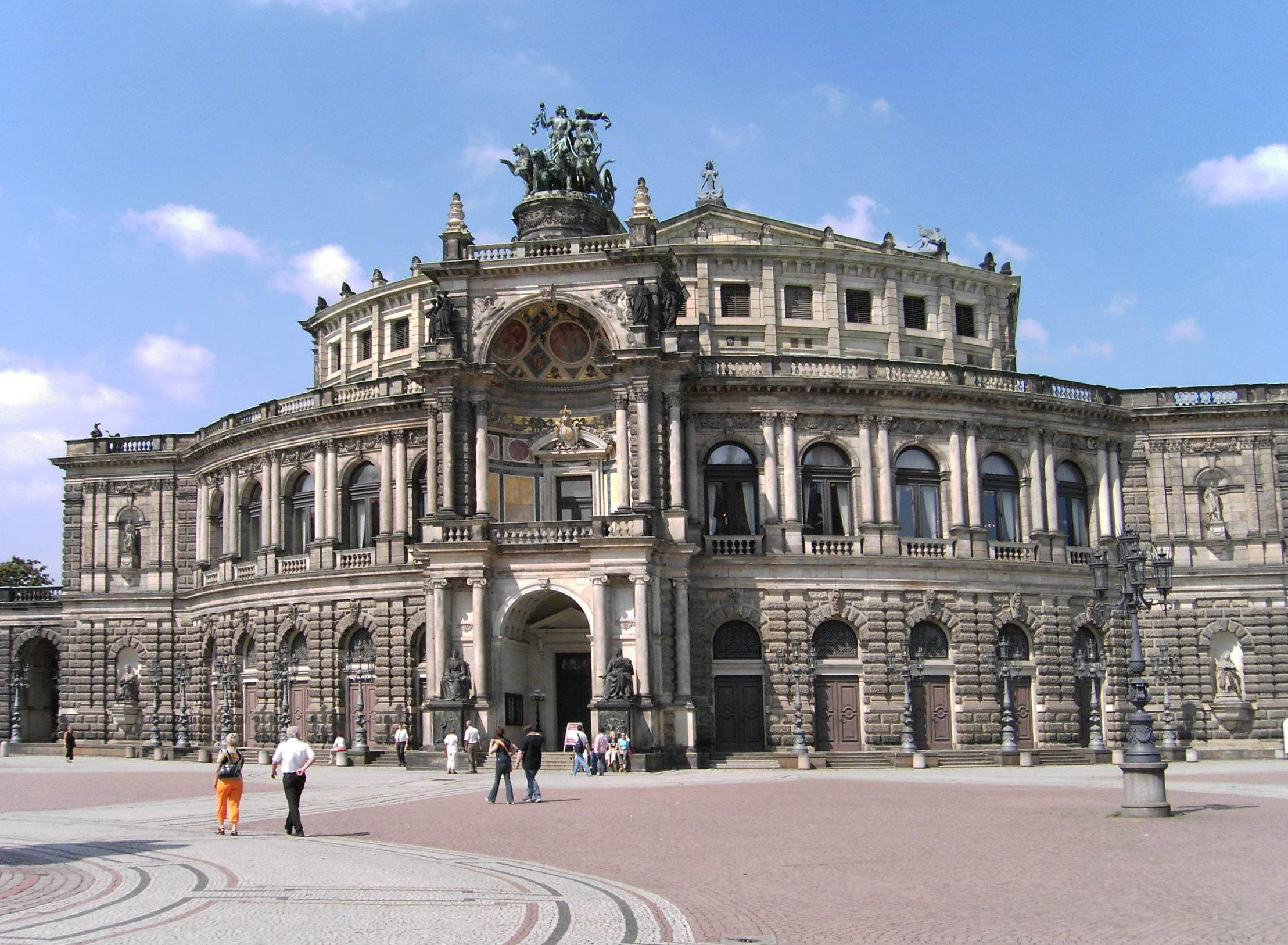
Semperoper in Dresden

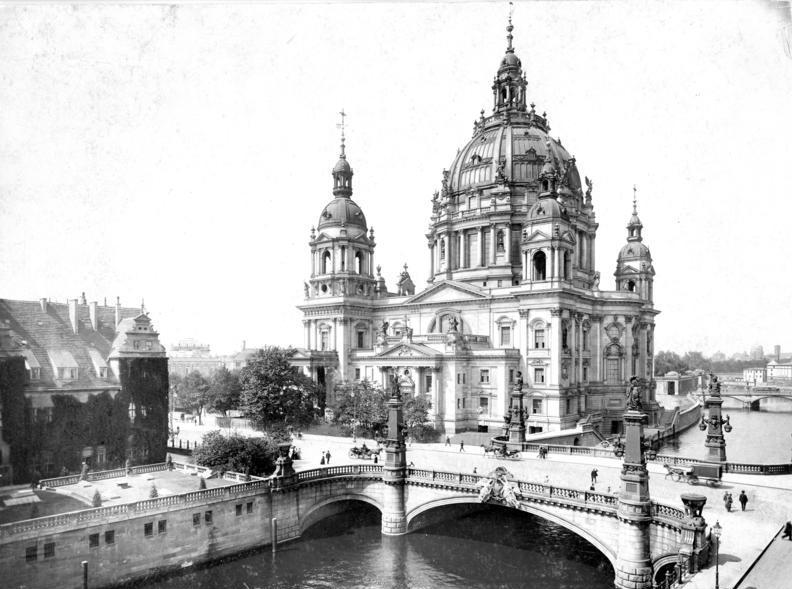
Berliner Dom um 1900, nach Vorstellungen von Kaiser Wilhelm II. gestaltet

Der erste Bau des Historismus auf dem europäischen Festland ist das neogotische Nauener Tor in Potsdam von 1755. Diese Stilrichtung verbreitete sich etwa ab 1810 in ganz Deutschland und nahm generell Bezug auf Stile der Vergangenheit, neben der Antike und der italienischen Renaissance kamen nun auch die Gotik und die Romanik wieder in Mode. Die entsprechenden Stilrichtungen des Historismus bekamen jeweils das Präfix „Neo-“ bzw. „Neu-“, siehe Neoromanik, Neogotik, Neorenaissance, Neobarock und Neoklassizismus.
Daneben gab es noch regionale Ausprägungen, die verschiedene Stile eklektizistisch kombinierten oder regionaltypische Motive aufgriffen. Beispiele dafür sind die Bäderarchitektur (vor allem an der deutschen Ostseeküste ausgeprägt), die Hannoversche Architekturschule, der Nürnberger Stil, die Semper-Nicolai-Schule im Raum Dresden und der Johann-Albrecht-Stil in Mecklenburg. Teilweise gab es schon stilistische Abweichungen von Stadt zu Stadt.
Spezielle Repräsentationsbauten des Kaiserreiches wurden hingegen deutschlandweit häufig in einem ähnlichen Stil geschaffen, die preußischen Reichspostämter z. B. meist in neogotischer Klinkerbauweise, Museen und Justizbauten oft im Stil des Neoklassizismus und Musentempel bzw. Opern nach Vorgaben des Neobarock. Viele Rathäuser entstanden in neogotischer Architektur, als Referenz auf die ersten Rathäuser im Mittelalter, bspw. das Münchner Rathaus. Die venezianische Renaissance hingegen war Vorbild für viele private Gebäude des Handels, etwa die Hamburger Alsterarkaden. Diese Tendenz der Zuweisung von Baustilen zu einem bestimmten Zweck ist später im gesamten Deutschen Kaiserreich zu beobachten, entsprechend ihrer „moralisch-assoziativen Bedeutung“.
Ein bedeutender Architekt dieser Zeit ist Gottfried Semper, der die Gemäldegalerie (1855) am Dresdner Zwinger und die erste (abgebrannte) und auch die zweite, heutige Dresdner Oper, die Semperoper (1878), baute. Auch an den ersten Plänen für das romantische Schweriner Schloss wirkte er mit, das 1857 unter Georg Adolf Demmler, Ernst Friedrich Zwirner und dem Schinkel-Schüler Friedrich August Stüler vollendet wurde.
Die Vorliebe für mittelalterliche Bauten, die aus der Kunst der Romantik hervorging, findet sich auch im weltbekannten Schloss Neuschwanstein wieder, das Ludwig II. ab 1869 errichten ließ.
In der Gotikbegeisterung dieser Epoche wurden auch der Kölner Dom und das Ulmer Münster vollendet und Neubauten wie die Wiesbadener Marktkirche begonnen. Später entstanden auch große neobarocke Sakralbauten wie der Berliner Dom.
Die Neurenaissance nach italienischen Vorbildern begann in Deutschland 1816 mit dem Palais Leuchtenberg in München von Leo von Klenze und Erweiterungsbauten der Münchner Residenz ab 1826. Nach dem Vorbild der Loggia dei Lanzi entstand 1841 bis 1844 die Feldherrnhalle von Friedrich von Gärtner.
Nach dem Krieg 1870/71 fand das „vaterländische Bewusstsein zur sogenannten Deutschen Renaissance zurück“, worunter hauptsächlich deren manieristische Phase verstanden wird. Ein Beispiel dafür ist das Rathaus in Bielefeld. Auch dank französischer Reparationsleistungen infolge des Krieges wächst der Wohlstand im Reich, es entstehen noch viele historistische Neubauten in der Phase nach der eigentlichen Gründerzeit. Um viele bedeutende Städte wachsen Villenkolonien, teilweise werden auch ganze Stadtteile in urbaner Blockrandbauweise neu geschaffen bzw. komplett überformt, z. B. Berlin-Charlottenburg und die Leipziger Südvorstadt.
Ein bekanntes Bauwerk der Spätphase des Historismus ist das Reichstagsgebäude (1894) von Paul Wallot, dessen Fassade die Stilsuche und den daraus resultierenden Stilmix seiner Zeit spiegelt.

### Jugendstil

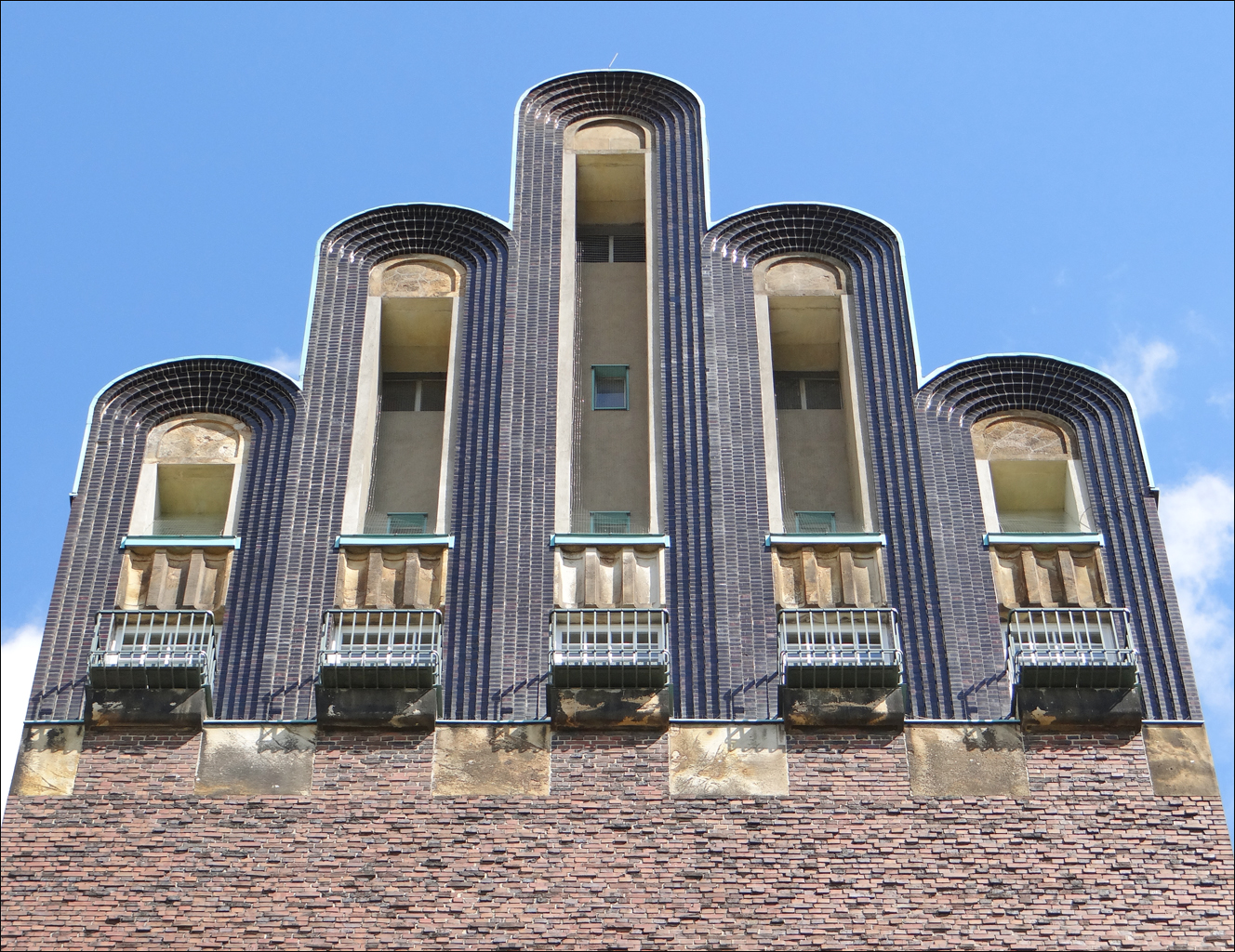
Hochzeitsturm auf der Darmstädter Mathildenhöhe

Der Jugendstil begann im Bereich des Kunsthandwerks etwa um 1890 und währte nur bis etwa 1910. Der Begriff geht auf die ab 1896 erschienene Münchner Zeitschrift Die Jugend zurück.
Ein bedeutendes Beispiel für Jugendstil-Architektur in Deutschland ist die Künstlerkolonie auf der Mathildenhöhe in Darmstadt, wo Joseph Maria Olbrich, der Architekt der Wiener Secession, zwischen 1901 und 1908 zahlreiche Bauten verwirklichte, darunter der Hochzeitsturm, ein Wahrzeichen Darmstadts. Peter Behrens, der später als Architekt und Designer für AEG tätig war, baute hier ebenfalls ein Wohnhaus.
Der Belgier Henry van de Velde war prägend für die deutsche Jugendstilbewegung. Er sah in dem Jugendstil einen neuen Stil, der die ersehnte Formenvielfalt einer neuen Zeit versprach. In Weimar baute er eine Kunstgewerbeschule (1906) und eine Kunstschule (1911), letztere ist heute das Hauptgebäude der Bauhaus-Universität Weimar und war auch der Sitz der Staatlichen Bauhaus-Institution.

### Moderne

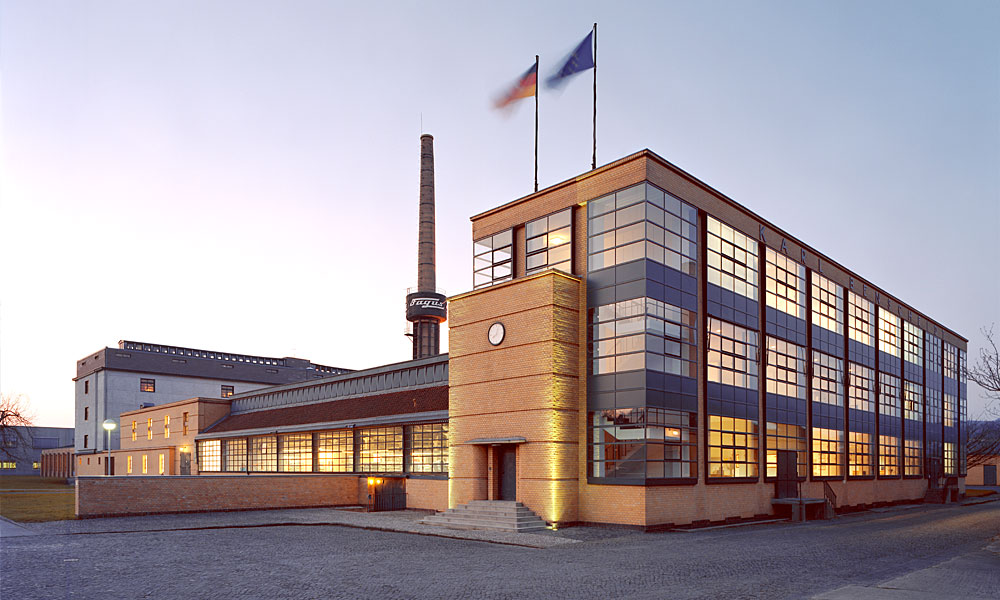
Fagus-Werk in Alfeld, einer der weltweit ersten Vertreter der Moderne (1911)

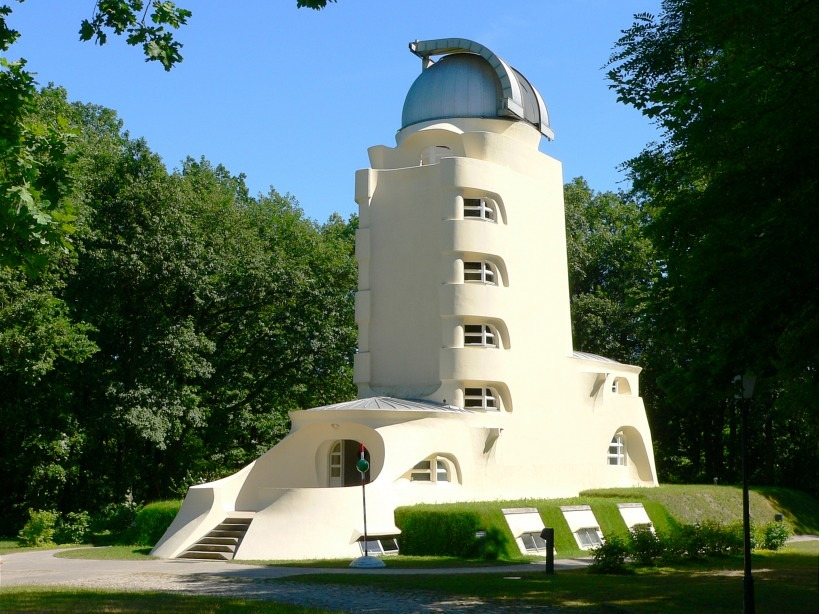
Der Einsteinturm in Potsdam.

Die Anfangsimpulse erhielt die Architektur der Moderne in Deutschland im Wesentlichen durch den Industriebau, in dem die architektonische Gestaltung nicht so sehr dem vorherrschenden Historismus unterworfen war. Hier sind zu nennen: Die AEG-Turbinenhalle in Berlin von Peter Behrens (1908–1909) und insbesondere das Fagus-Werk von Walter Gropius in Alfeld an der Leine (1911–1914). In dieser Zeit (1915) entstand mit dem Bau 15 auch das erste solitäre Hochhaus Deutschlands in Jena.
Die so genannte Klassische Moderne in Deutschland ist im Wesentlichen deckungsgleich mit dem Neuen Bauen, d. h. vornehmlich mit den Bauten des Funktionalismus wie ihn das Bauhaus und das Neue Frankfurt geprägt haben.
Walter Gropius gründete das Bauhaus 1919, kurz nachdem er die Nachfolge Henry van de Veldes in Weimar als Leiter der Kunstgewerbeschule angetreten hatte. Das Bauhaus sollte sich zur einflussreichsten Kunst- und Architekturschule des 20. Jahrhunderts entwickeln. Zwar hatte das Bauhaus zunächst keine Architekturabteilung, doch Gropius sah in der Architektur das „Endziel aller bildnerischen Tätigkeit“. Anfänglich waren manche Bauhäusler der expressionistischen Architektur zugeneigt – Bauwerke wie der Einsteinturm von Erich Mendelsohn (1921) oder das Hamburger Chilehaus von Fritz Höger (1924) hatten eine visionäre, Aufsehen erregend neue Formensprache und prägten damit für kurze Zeit das Architekturgeschehen. Dies ist ein für Deutschland spezifischer moderner Stil mit teils regionalen Ausprägungen.
In Zeiten der Inflation und wirtschaftlicher Not war man am Bauhaus schließlich bestrebt, kostengünstige, modern gestaltete und funktionale Wohnhäuser zu entwickeln. So entstand 1923 in Weimar das Musterhaus Am Horn von Georg Muche und Adolf Meyer.
1925, ein Jahr nachdem die nationalistischen Parteien im Thüringer Landtag die Mehrheit erlangt hatten, musste das Bauhaus in Weimar schließen. Noch im selben Jahr begann Gropius in Dessau eine neue Schule zu bauen, die 1926 fertiggestellt wurde. Das Bauhaus Dessau ist das mit Abstand berühmteste Bauwerk der Klassischen Moderne in Deutschland.

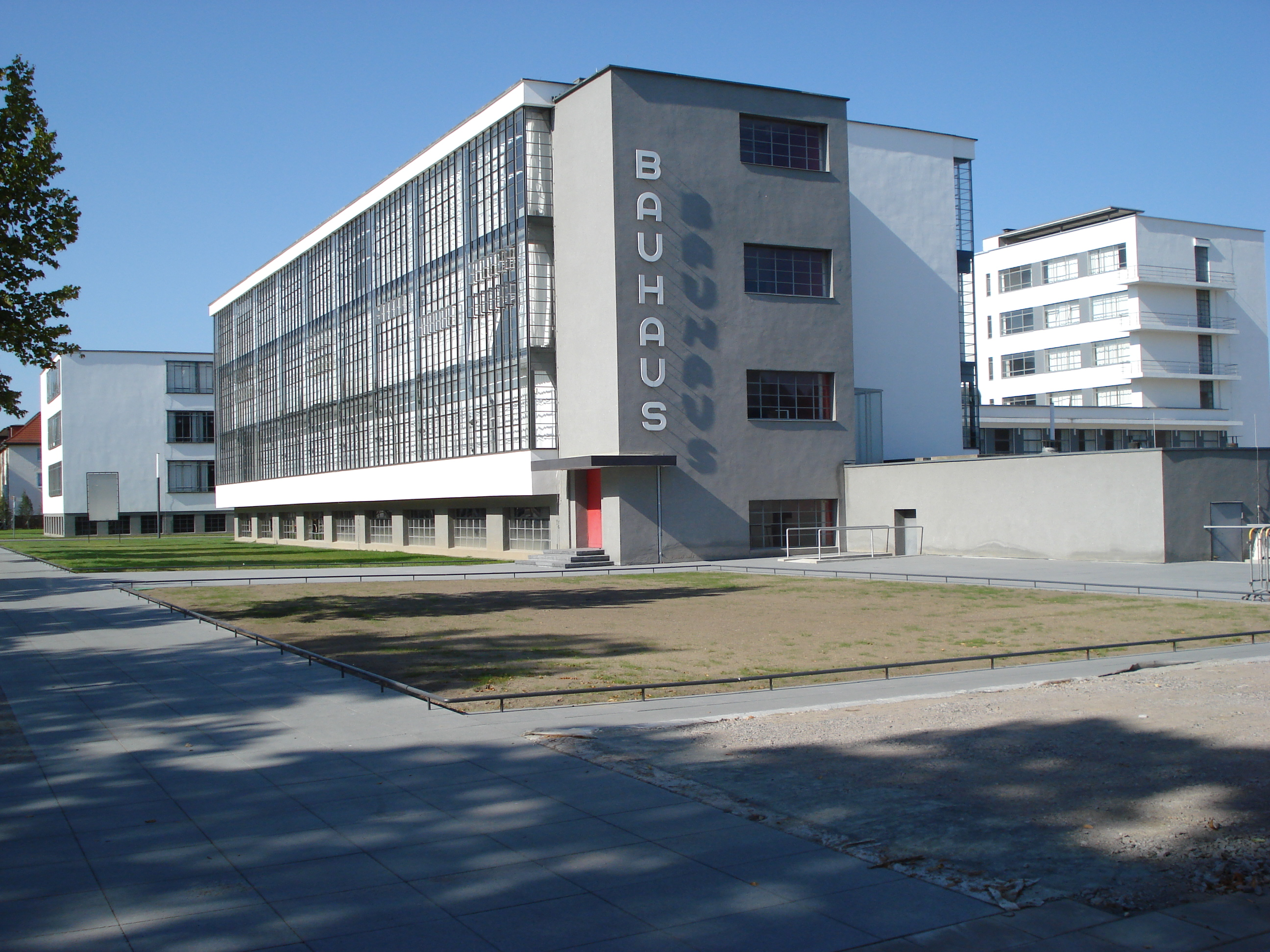
Das Bauhaus in Dessau.

Doch auch in Dessau machten die Nationalsozialisten den Bauhäuslern das Leben schwer. Seit 1930 leitete Mies van der Rohe das Bauhaus, der versuchte, das Bauhaus so unpolitisch wie möglich zu halten; doch als die Nationalsozialisten 1932 auch hier die Macht im Landtag errangen, musste das Bauhaus schließen. Der versuchten Übersiedlung nach Berlin folgte schließlich die Selbstauflösung 1933. Nach der Machtergreifung emigrierten viele Meister und Schüler des Bauhauses in die USA oder in andere Länder, wurden dort Lehrer oder auch Architekten und verbreiteten den Bauhaus-Stil in alle Welt, so dass er später im International Style, dem Internationalen Stil aufging.
Eine besondere Rolle für die Architekturmoderne spielte auch der Deutsche Werkbund, er veranstaltete 1927 unter Leitung von Mies van der Rohe eine Ausstellung zum zeitgemäßen Wohnen in Stuttgart, und errichtete die Weißenhofsiedlung. Hier sind heute noch Wohnhäuser der berühmtesten Architekten der europäischen Moderne wie Le Corbusier, Mies van der Rohe, Hans Scharoun, Mart Stam oder J.J.P. Oud zu sehen.

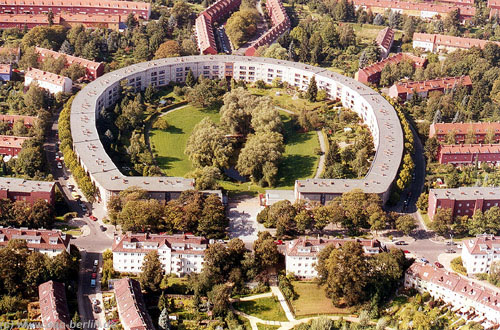
Die Hufeisensiedlung in Berlin.

Wohnungsbau war in der Weimarer Republik eine vorherrschende Bauaufgabe. In Berlin entstanden in dieser Zeit etliche Wohnsiedlungen, die heute zu den bedeutenden Bauensembles der klassischen Moderne zählen: etwa die Hufeisensiedlung Britz (1930) von Bruno Taut und Martin Wagner, die Großsiedlung „Onkel Toms Hütte“ (1931) von Bruno Taut, Martin Wagner, Hugo Häring, Otto Rudolf Salvisberg und Alfred Grenander  und die Siemensstadt (1930) von Hans Scharoun, Walter Gropius, Hugo Häring, Otto Bartning, Fred Forbát und Paul Henning. Ebenfalls zu erwähnen ist die Wohnsiedlung Dammerstock (1930) in Karlsruhe von Walter Gropius, Otto Haesler u. a.
Als ein besonderes Werk der Moderne gilt außerdem die Zeche Zollverein in Essen; sie wurde zwischen 1927 und 1932 von Fritz Schupp und Martin Kremmer errichtet. Hervorzuheben ist auch, dass zwischen 1926 und 1940 die meisten Sendetürme in Deutschland aus Holz gebaut wurden. Diese Türme waren die höchsten Holzbauwerke, die je errichtet wurden. Heute ist von ihnen nur noch der Sendeturm Gleiwitz im seit 1945 polnischen Gleiwitz erhalten.
Eine Begleitbewegung zur in Europa und vor allem Deutschland entstehenden modernistischen Bewegung war ab 1904 bis in die frühen 1960er Jahre die Heimatschutzarchitektur, welche die regionaltypische Architektur vieler Orte pflegte und dabei weiter entwickelte, ohne generell an einem Konflikt mit anderen zeitgenössischen Bewegungen interessiert zu sein. Alle neuen Bauwerke sollten sich harmonisch in die sie umgebende Kulturlandschaft einfügen.

### Architektur im Nationalsozialismus
Die Machtergreifung der Nationalsozialisten 1933 bedeutete das vorläufige Ende der Architekturmoderne in Deutschland. Die Architektur im Nationalsozialismus bevorzugte einen strengen, monumentalen, stark vereinfachten Neoklassizismus. Repräsentative Bauwerke und Stadtumbauten zeigen einen deutlichen Hang zur Überdimensionierung. Die Architektur diente zur Selbstdarstellung der Nationalsozialisten, die den Anschein von Größe, Ewigkeit und Macht vermitteln wollten und daher antike Formen mit (Vorhang)-Fassaden und Wandbekleidungen aus Naturstein bevorzugten.

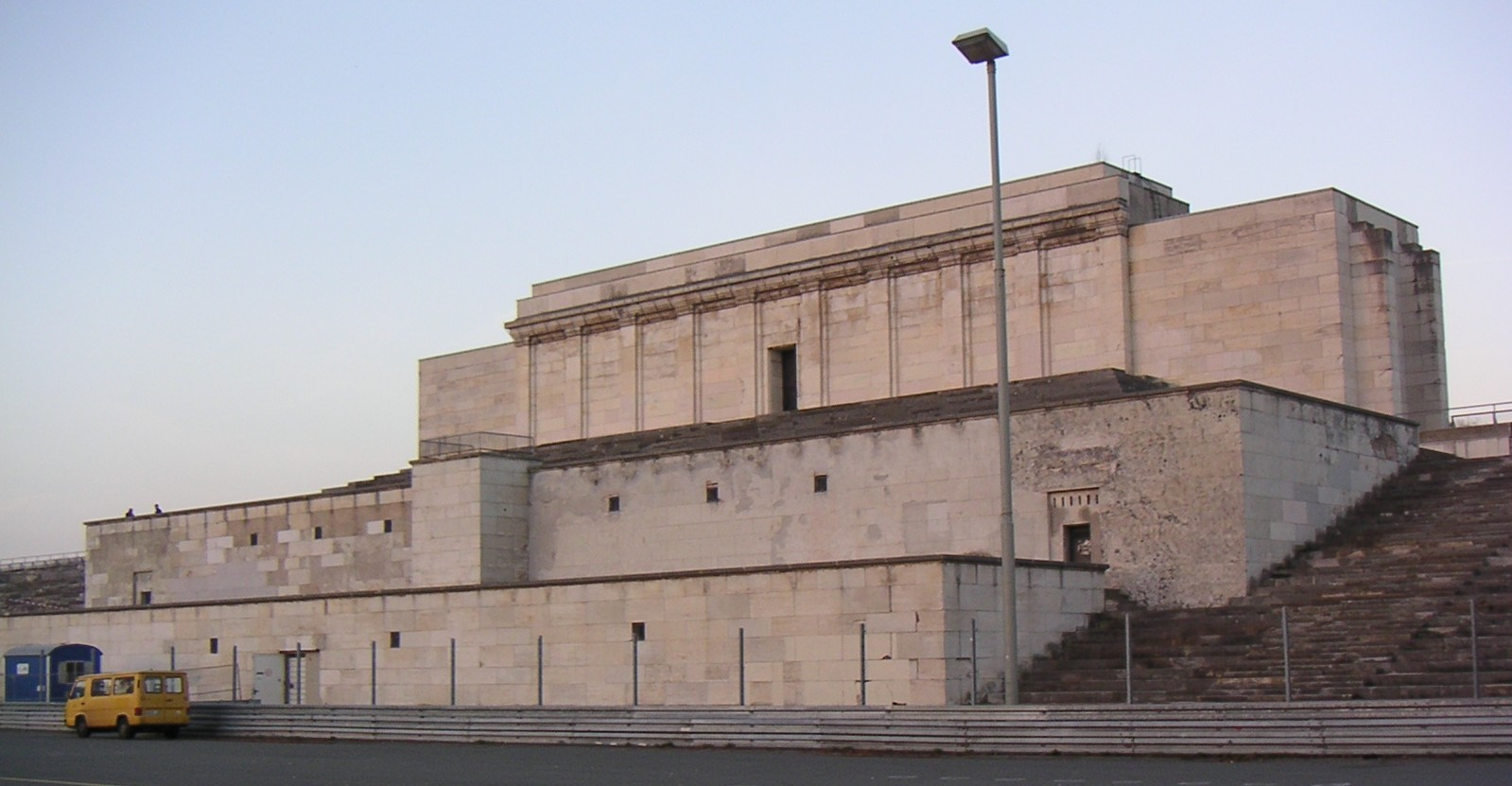
Zeppelintribüne auf dem ehemaligen Reichsparteitagsgelände der Nationalsozialisten in Nürnberg.

Das bekannteste Beispiel ist das von Albert Speer ab 1934 geplante Reichsparteitagsgelände in Nürnberg. Unter anderem kann man hier die im Stil des Kolosseums erbaute, unvollendeten Kongresshalle Nürnberg (Ludwig und Franz Ruff, ab 1934) sehen, in der sich heute das Dokumentationszentrum (Günther Domenig, 2001) befindet, und die dem Pergamonaltar nachempfundene Zeppelintribüne (Albert Speer, 1934–1937), die außer dem Bezug auf die Antike auch den quasi-religiösen Aspekt der nationalsozialistischen Ideologie vermittelt.
Ein weiteres Beispiel ist das von Werner March anlässlich der Olympischen Spiele 1936 geplante „Reichssportfeld“ in Berlin mit dem Olympiastadion. Hier sind auch die typischen Skulpturen – die übergroßen, idealisierten Figuren (siehe: Arno Breker) – zu sehen, die häufig die Herrschaftsarchitektur der Nationalsozialisten schmückte.
Ein erklärtes Vorbild der Architektur im Nationalsozialismus war der preußische Klassizismus, insbesondere die Werke Karl Friedrich Schinkels. Zum Beispiel ist eine Ähnlichkeit in der Fassade von Schinkels Altem Museum und dem von Paul Ludwig Troost geplanten Haus der Kunst in München zu erkennen, das 1937 als „Haus der Deutschen Kunst“ mit der „Großen Deutschen Kunstausstellung“ eröffnete.
In München, der „Hauptstadt der Bewegung“, errichtete man außerdem am Königsplatz eine Art „Parteiviertel“ mit u. a. von Troost geplanten Verwaltungsbauten der NSDAP.
Zu den Stadtgründungen dieser Zeit zählen Wolfsburg („Stadt des KdF-Wagens“, ab 1938) und Salzgitter („Stadt der Hermann-Göring-Werke“); außerdem gab es Umbaupläne für eroberte Städte und gigantomanische Stadtplanungen für die so genannten „Führerstädte“ München, Hamburg, Nürnberg, Linz und Berlin. Im Auftrag Adolf Hitlers plante Albert Speer ab 1937 den Umbau der Reichshauptstadt Berlin zur „Welthauptstadt Germania“; Bestandteil des Plans war auch der ab 1935 geplante Flughafen Tempelhof, dessen Empfangshalle das steinerne Architekturideal dieser Zeit spiegelt.

### Nachkriegszeit

#### Deutsche Demokratische Republik
Großen Einfluss auf die Nachkriegsarchitektur hatte der Generalsekretär der SED Walter Ulbricht, den man als Gegner moderner Architektur beschreiben kann und der durch seine Machtstellung mehr Einfluss auf den Architekturstil hatte als seinerzeit die Architekten. Zum Vorbild der frühen Bauten wurde zum einen die mitunter monumentale sozialistisch-klassizistische (auch: „stalinistische“) Architektur der UdSSR, und zum anderen war es die traditionell preußische Baukultur im Geiste Karl Friedrich Schinkels.

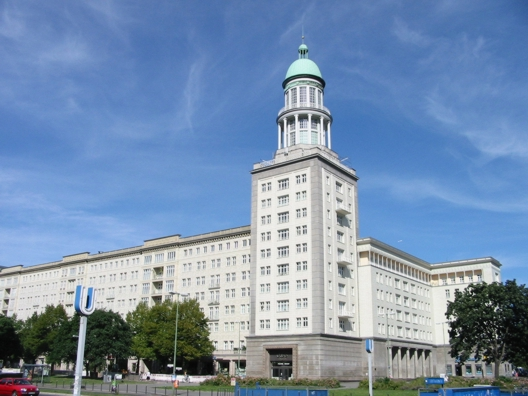
Die Bauten der ehemaligen Stalinallee am Frankfurter Tor in Berlin. Ein Stilmix aus Sozialistischem Klassizismus und preußischer Schinkelschule.

Die Herrschaftsarchitektur Preußens inspirierte auch die erste große Bauaufgabe der DDR, das deutsche Prestigeprojekt des Sozialistischen Klassizismus: die Stalinallee, heute Karl-Marx-Allee. Es war ein gewaltiges Wiederaufbauprojekt, mit dem die Parteiführung darüber hinaus die Stärke des Sozialismus demonstrieren wollte, hier sollten Arbeiter in Palastarchitektur wohnen. Zu den federführenden Architekten des ersten Bauabschnitts (1951–1958) zählte Hermann Henselmann, weiterhin sind zu nennen: Egon Hartmann, Richard Paulick, Kurt Leucht, Hanns Hopp und Karl Souradny. Im Übrigen waren es Bauarbeiter der Stalinallee, die den Aufstand vom 17. Juni 1953 mit einem Protestmarsch am Vortag einläuteten.
Weitere Großprojekte der Zeit in diesem Stil waren die Russische Botschaft in Berlin, die Stadtgründung und der Neubau von Eisenhüttenstadt (damals 1951–61 Stalinstadt), Teile der Magdeburger Innenstadt (vor allem Ernst-Reuter-Allee), das Leipziger Ring-Café und Sportforum und die Hochschule für Verkehrswesen in Dresden. Eine Besonderheit stellen einige an konkrete regionale Stile angelehnte Projekte dar, dazu gehören die von der Backsteingotik inspirierte Lange Straße in Rostock, Bauten am Dresdner Altmarkt im Stil des örtlichen Barock, sowie die lose an der mecklenburgischen Vorkriegsarchitektur von Neubrandenburg orientierte Neubebauung der hiesigen Innenstadt (bis auf den Marktplatz).
Ab 1955 fiel der sozialistische Klassizismus und Regionalismus jedoch bei der SED-Parteiführung in Ungnade (in einem späteren DDR-Architekturführer wird der erste Abschnitt der ehemaligen Stalinallee gar nicht erwähnt), und die Zeit der uniformen industrialisierten Bauweisen wie der Plattenbauten begann. Durch diese Systembauweise mit massenweise einfachen, vorgefertigten Bauteilen, sollte ein effizienteres, kostengünstigeres Bauen möglich sein, so dass der Bedarf an Wohnungen schneller gedeckt werden konnte. Bereits der zweite Abschnitt der Karl-Marx-Allee (vom Strausberger Platz bis zum Alexanderplatz) ist in Plattenbauweise errichtet.
Zu den bekannten offiziellen Bauten der DDR zählte der mittlerweile abgerissene Palast der Republik (Heinz Graffunder und Karl-Ernst Swora, 1976), sowie das erhaltene Staatsratsgebäude (1964) mit einem abgewandelt integrierten Portal des Berliner Stadtschlosses, welches 1950 auf SED-Befehl abgerissen wurde.

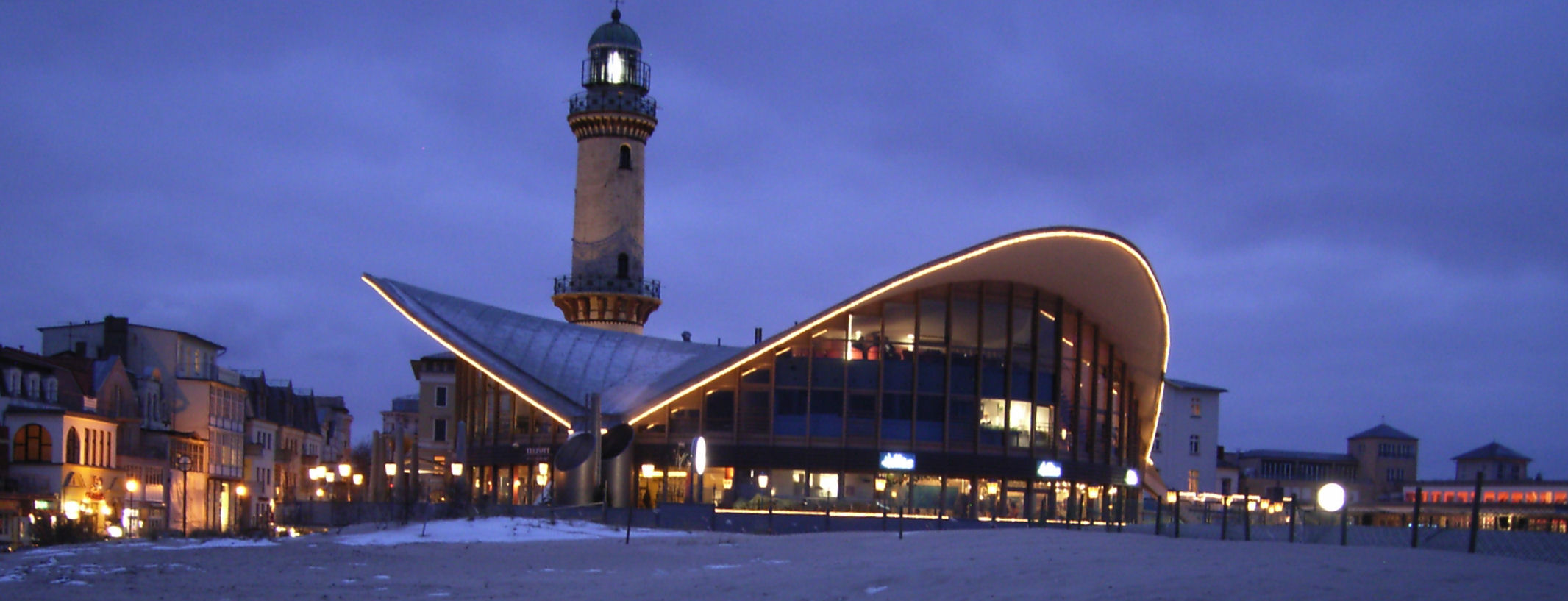
Der Teepott in Warnemünde.

Besonders zu erwähnen ist der Ingenieur-Architekt Ulrich Müther, dessen Schalenbauten, wie etwa der 1968 fertiggestellte Teepott (mit Erich Kaufmann und Hans Fleischhauer) in Warnemünde und das Café Seerose in Potsdam, bemerkenswerte Einzelbauten sind.
Große städtebauliche Projekte neben Eisenhüttenstadt waren auch der spätere Siedlungsbau in Hoyerswerda und Halle-Neustadt.
Das auf tragische Weise berühmteste Bauwerk der DDR ist zweifellos die ab 13. August 1961 errichtete Berliner Mauer. Nicht vergessen werden sollte zudem der zunehmende Verfall der Bausubstanz vieler Stadtkerne und Wohnbauten während des real existierenden Sozialismus.
Der bekannteste erhaltene Einzelbau aus der DDR-Zeit ist der Berliner Fernsehturm, der das höchste Bauwerk Deutschlands ist und nach der Wiedervereinigung ab 1990 einen Wandel vom politisch vereinnahmten Symbol des Sozialismus zum ideologiefreien Gesamt-Berliner Symbol und zu einer deutschen Erkennungsmarke durchlebte. Er besitzt durch seine markante Gestaltung und seinen „Retro-Charme“ einen Wiedererkennungswert von globaler Tragweite und ist heute eine der beliebtesten Sehenswürdigkeiten Deutschlands.

#### Bundesrepublik Deutschland

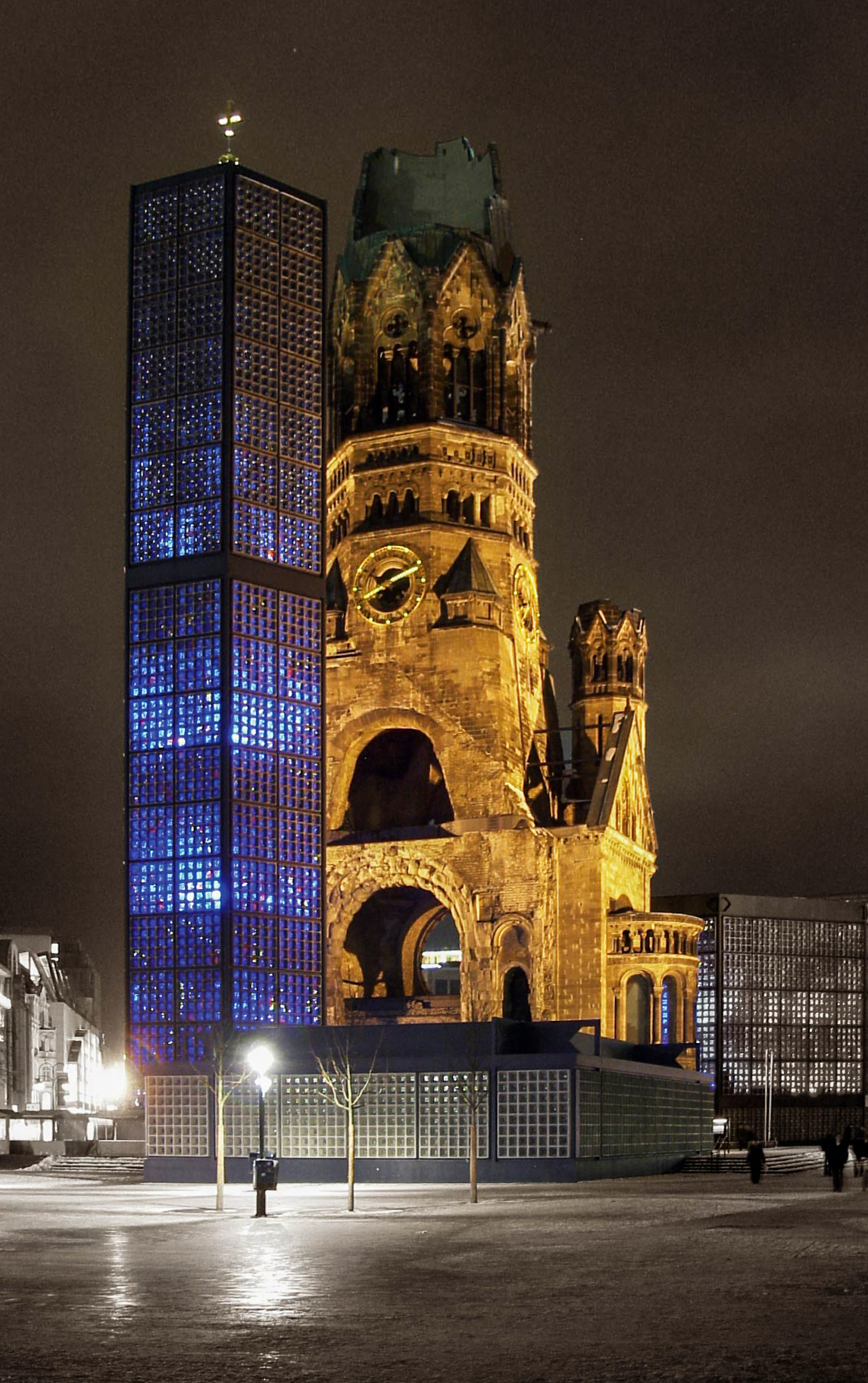
Die Kaiser-Wilhelm-Gedächtniskirche in Berlin.

Nach dem Zweiten Weltkrieg stand wie in der DDR auch in der Bundesrepublik Deutschland der Wiederaufbau an erster Stelle. Hinsichtlich des Städtebaus teilten sich die Stadtplaner hier in zwei Lager: die einen wollten möglichst den Vorkriegszustand der Städte wiederherstellen, um die Identität der Stadt und auch ihrer Bewohner wiederherzustellen – so wie es etwa in München praktiziert wurde – die anderen wollten einen städtebaulichen Neuanfang im Sinne der Architekturmoderne mit viel Grün, freien Räumen und einer zukunftstauglichen, modernen Infrastruktur, kurz: die autogerechte Stadt, so verwirklicht z. B. in Hannover. Die Ergebnisse waren z. T. unterschiedlich und auch heute wird noch bzw. wieder über die Rekonstruktion von kriegszerstörten Innenstädten diskutiert, wie etwa im Jahr 2007 in der Altstadt Frankfurt am Main (Dom-Römer-Projekt).
Hinsichtlich des Architekturstils wollten die meisten bundesrepublikanischen Architekten an die Vorkriegsmoderne anknüpfen, bzw. ihn weiterentwickeln – der Neoklassizismus war in Westdeutschland weitgehend verpönt.
Neu gebaut bzw. rekonstruiert wurden auch viele zerstörte Kirchen. Zum 100. Jahrestag der ersten deutschen Parlamentsversammlung 1948 wurde die Frankfurter Paulskirche wieder aufgebaut (Rudolf Schwarz u. a.), die als Symbol der Demokratie ein politisches Zeichen in der jungen Bundesrepublik setzte. Ein wichtiger Kirchenbau der Nachkriegszeit ist die von Egon Eiermann geplante
Matthäuskirche in Pforzheim. Diese wurde unter anderem zum Vorbild für Eiermanns bekanntestes Werk, die Kaiser-Wilhelm-Gedächtniskirche (1963), die neben der Ruine der alten Gedächtniskirche zum Sinnbild des Wiederaufbaus wurde.
Bedeutend für den Wohnungsbau war 1957 die Interbau (Hansaviertel), in Berlin, die unter der Leitung von Otto Bartning stattfand und an der auch zahlreiche internationalen Architekten teilnahmen, darunter Alvar Aalto, Walter Gropius und Le Corbusier.
In den 1960er und 1970er Jahren folgte dann auch in der Bundesrepublik Deutschland der Massenwohnungsbau wie etwa zwischen 1962 und 1974 im Märkischen Viertel in Berlin (Stichwort: Brutalismus).

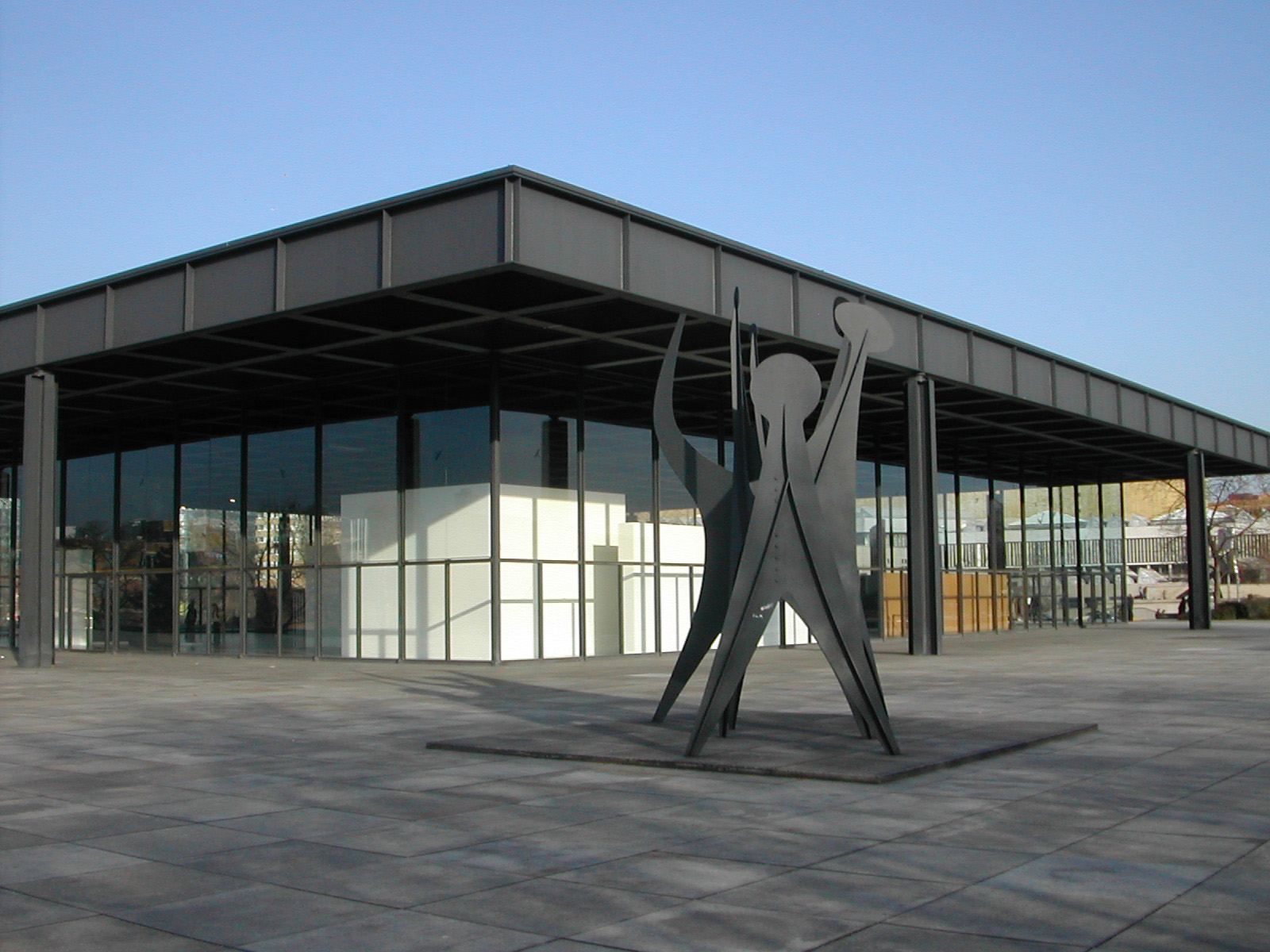
Die Neue Nationalgalerie in Berlin.

Die Anknüpfung an die Vorkriegsmoderne schien auch deshalb erfolgreich, weil etliche Architekten der frühen Moderne nun in der Bundesrepublik bauten. In erster Linie sind hier zu erwähnen: Mies van der Rohe, der die Neue Nationalgalerie (1968) in Berlin plante und Hans Scharoun, der mit Edgar Wisniewski gleich gegenüber die ikonische Philharmonie (1956–1963, 1979–1984) und die Staatsbibliothek zu Berlin (1967–1976) baute.
Großen Einfluss hatte die Architektur der USA, d. h. der dort vorherrschende Internationale Stil, was bei den damals erbauten Firmensitzen am deutlichsten wird, z. B. am Dreischeibenhaus bzw. Thyssen-Hochhaus in Düsseldorf, das am zeitgenössischen amerikanischen Hochhausbau orientiert ist.

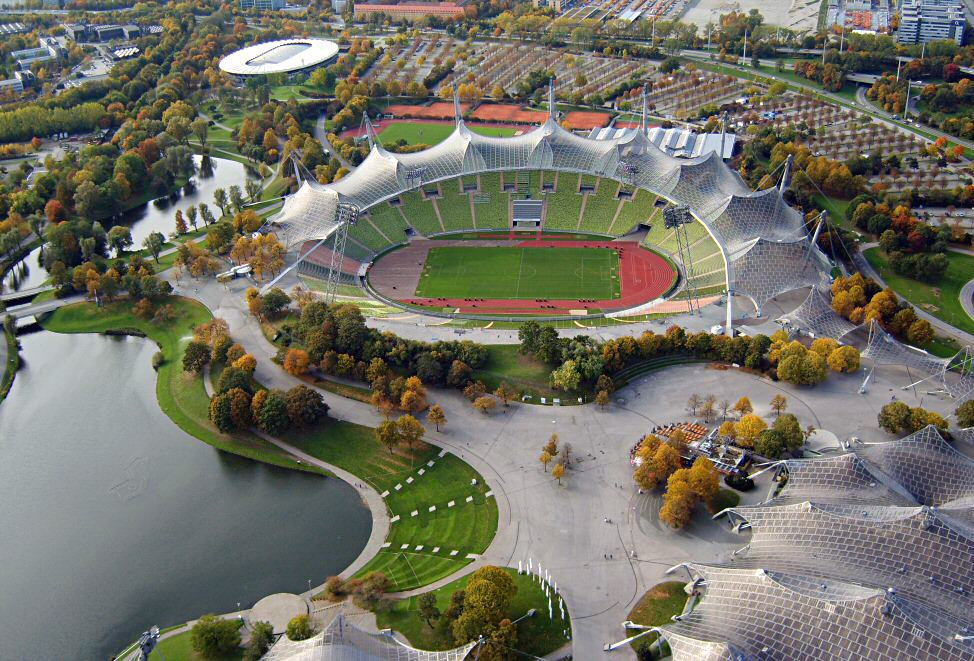
Das Olympiastadion in München.

Zu den repräsentativsten Bauten der Bundesrepublik Deutschland zählt das Olympiastadion München für die Olympischen Sommerspiele 1972. Die Architekten der Aufsehen erregenden Zeltkonstruktion waren Günter Behnisch, Frei Otto (Pritzker-Preis posthum 2015), Fritz Auer, Winfried Büxel, Jürgen Joedicke, Erhard Tränkner und Karlheinz Weber mit Leonhardt + Andrä. Die Anlage wurde ganz bewusst als Gegensatz zu den Berliner Bauten für die Olympischen Sommerspiele 1936 geplant, sie sollte als demokratisches Sinnbild wirken und Leichtigkeit, Offenheit und Transparenz vermitteln.
Das von Behnisch & Partner geplante Bundeshaus in Bonn (1988–1992), zählt ebenfalls zu den repräsentativen demokratischen Bauten, jedoch übt es durch die politische Wende und den folgenden Teilumzug der Regierung nach Berlin seine eigentlichen Funktion nicht länger aus.

### Postmoderne

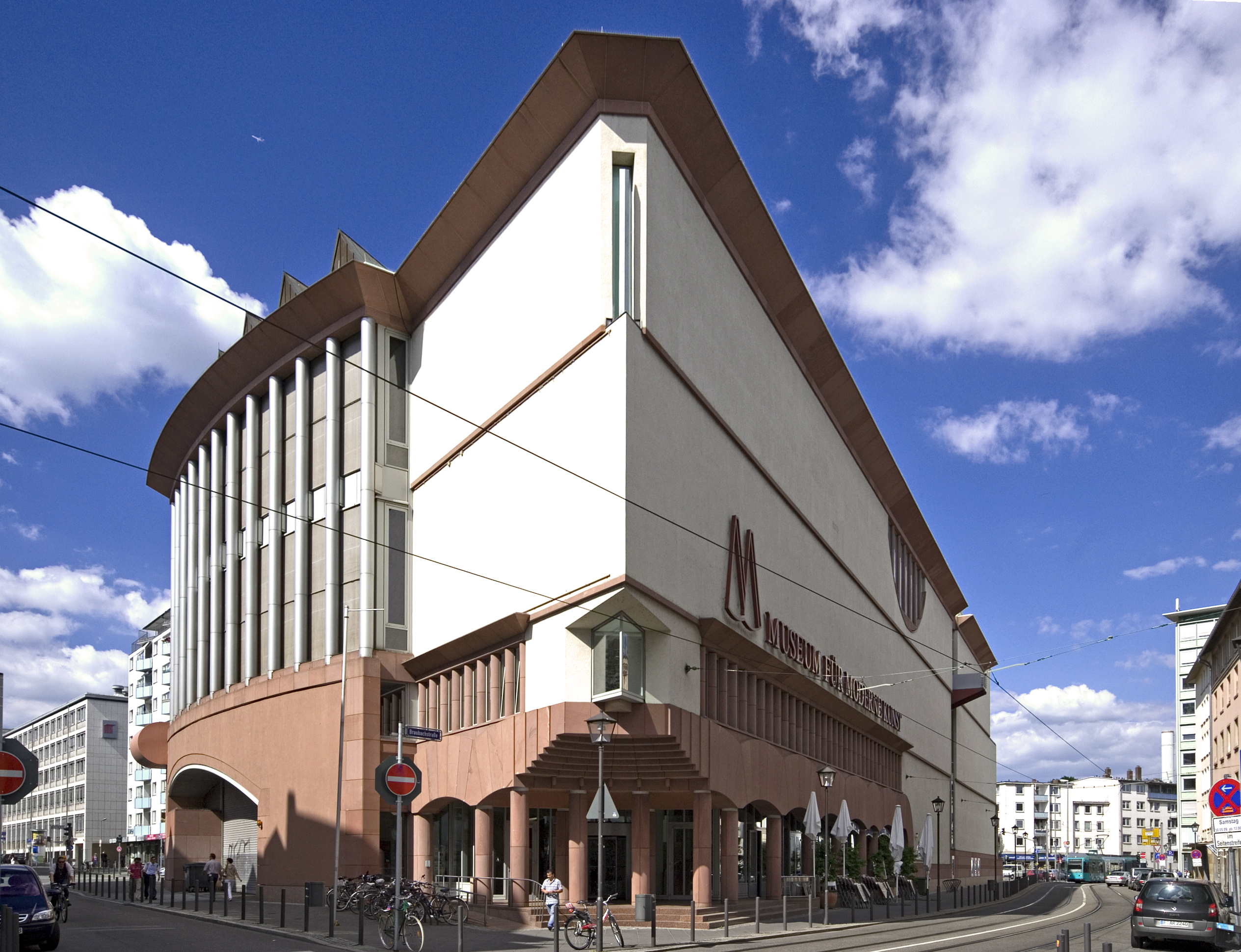
Das Museum für Moderne Kunst in Frankfurt am Main.

Der Architekturstil „Postmoderne“ setzte etwa Mitte der 1970er Jahre in den USA ein und währte bis Ende der 1980er Jahre, weshalb sie in ihrer Verbreitung auf Westdeutschland beschränkt blieb. Die Postmoderne gilt als Gegenbewegung des Internationalen Stil und hat ihren theoretischen Unterbau in der gleichnamigen philosophischen bzw. literaturtheoretischen Strömung.
Die postmoderne Formensprache arbeitet typischerweise mit architekturgeschichtlichen Zitaten, die von manchen Architekten zum Teil karikaturhaft überhöht werden; auch soll die Architektur nicht nur auf die Funktion beschränken, sondern auch „erzählen“ bzw. Inhalte vermitteln.
Ein Beispiel für Postmoderne in Deutschland ist das Deutsche Architekturmuseum (1984 eröffnet) in Frankfurt am Main. Oswald Mathias Ungers hat eine bestehende Villa entkernt und im Innern ein „Haus im Haus“ eingebaut. Das eingebaute „Haus“ ist ein baugeschichtliches Zitat: es verkörpert die legendäre Urhütte, die für den Beginn der Baukunst steht.
Als eines der bedeutendsten Werke der Postmodernen Architektur gilt die von James Stirling seit 1977 geplante und ebenfalls 1984 fertiggestellte Neue Staatsgalerie Stuttgart, die durch Monumentalität, das Spiel mit historischen Zitaten und gewagte Farbgebung Aufsehen erregte.
Ebenfalls im Stil der Postmoderne plante Hans Hollein das Museum für Moderne Kunst (1991) in Frankfurt am Main.
Mit dem 256 m hohen postmodernen Frankfurter Messeturm von Helmut Jahn entstand 1991 der bis dahin höchste Wolkenkratzer Europas, der 1997 durch den ebenfalls postmodernen Commerzbank Tower von Norman Foster abgelöst wurde, dem bis heute höchsten Hochhaus Deutschlands.

### Dekonstruktivismus

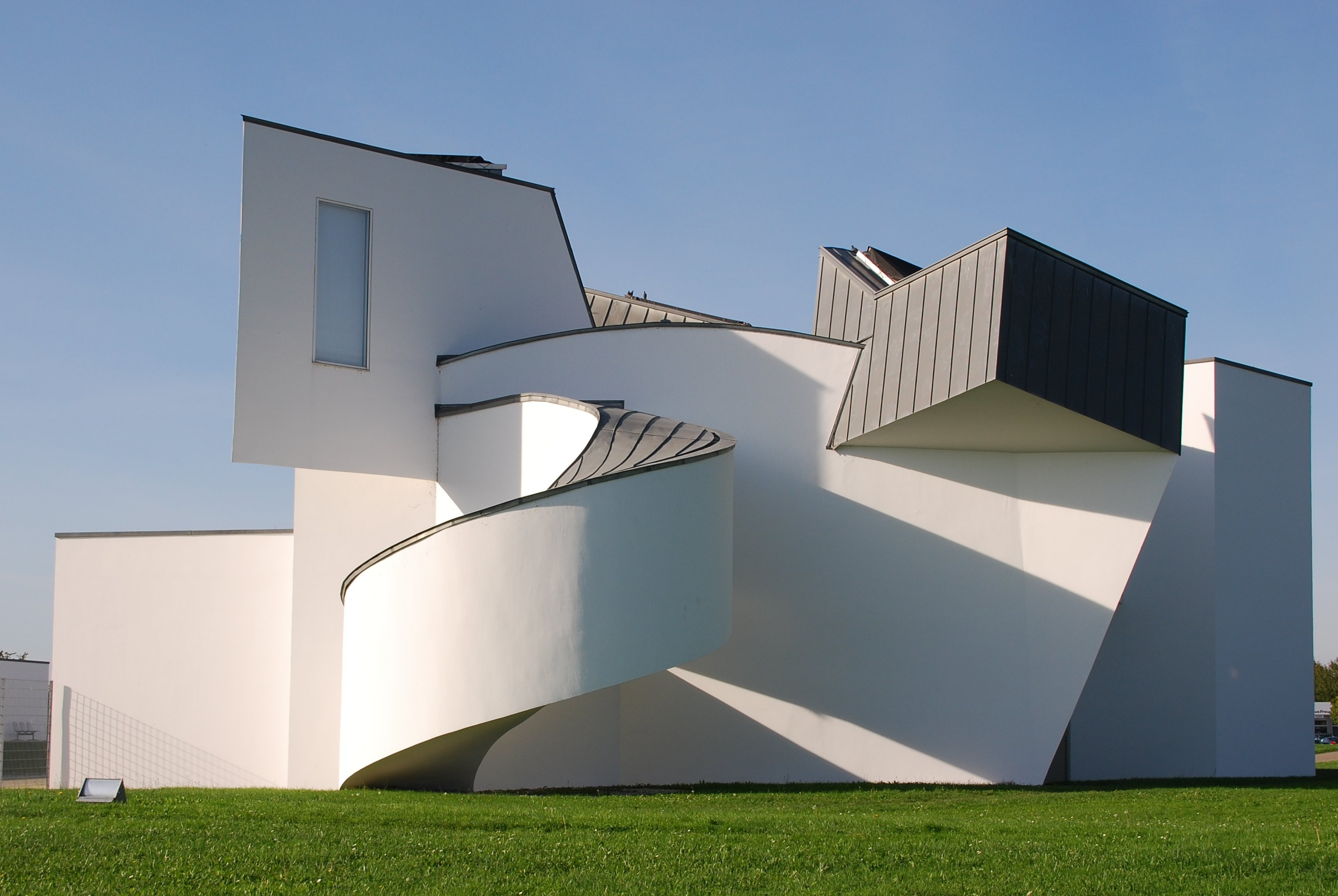
Das Vitra Design Museum in Weil am Rhein gilt als Begründungsbau des Dekonstruktivismus (Frank O. Gehry, 1989).

Der Dekonstruktivismus setzte Ende der 1980er Jahre ein und erhielt ebenfalls Impulse aus der zeitgenössischen Philosophie. Ein Vorläufer zu dieser Entwicklung war Gottfried Böhm, der durch „Betonfelsen“ wie den Nevigeser Wallfahrtsdom bekannt wurde, der 1968 konzipiert wurde. Böhm erhielt 1986 den renommierten Pritzker-Architektur-Preis.
Aufsehen erregten die dekonstruktivistischen Bauten für die Firma Vitra in Weil am Rhein: das Vitra Design Museum (1989) von Frank O. Gehry und die Feuerwache (1993) von Zaha Hadid. In Deutschland wurde damit der Grundstein für eine weltweite Erneuerungsbewegung in der Architektur gelegt.
Ein weiteres Beispiel ist das Dokumentationszentrum Reichsparteitagsgelände in Nürnberg. Als Abgrenzung zur Monumentalarchitektur des von den Nationalsozialisten angelegten Reichsparteitagsgeländes hat Günther Domenig den Einbau des Dokumentationszentrums (2001) in die unvollendete Kongresshalle dezidiert dekonstruktivistisch geplant. Auch der Ufa-Kristallpalast in Dresden ist ein oft zitiertes Beispiel des Dekonstruktivismus in Deutschland.
Der Dekonstruktivismus zählt auch zu den zeitgenössischen Architekturströmungen, wie man an jüngeren Planungen – etwa der Entwurf für den Neubau der Europäischen Zentralbank in Frankfurt am Main von Coop Himmelb(l)au – sehen kann.

## Zeitgenössische Strömungen
Das zeitgenössische Architekturgeschehen in Deutschland wird – vor allem in der öffentlichen Wahrnehmung – von einer Reihe bekannter, international tätiger Architekten („Stararchitekten“) geprägt. Diese Firmen erhalten viele Aufträge für größere Projekte und repräsentative Bauten. Auch deutsche Architekten sind heute oftmals weltweit aktiv.

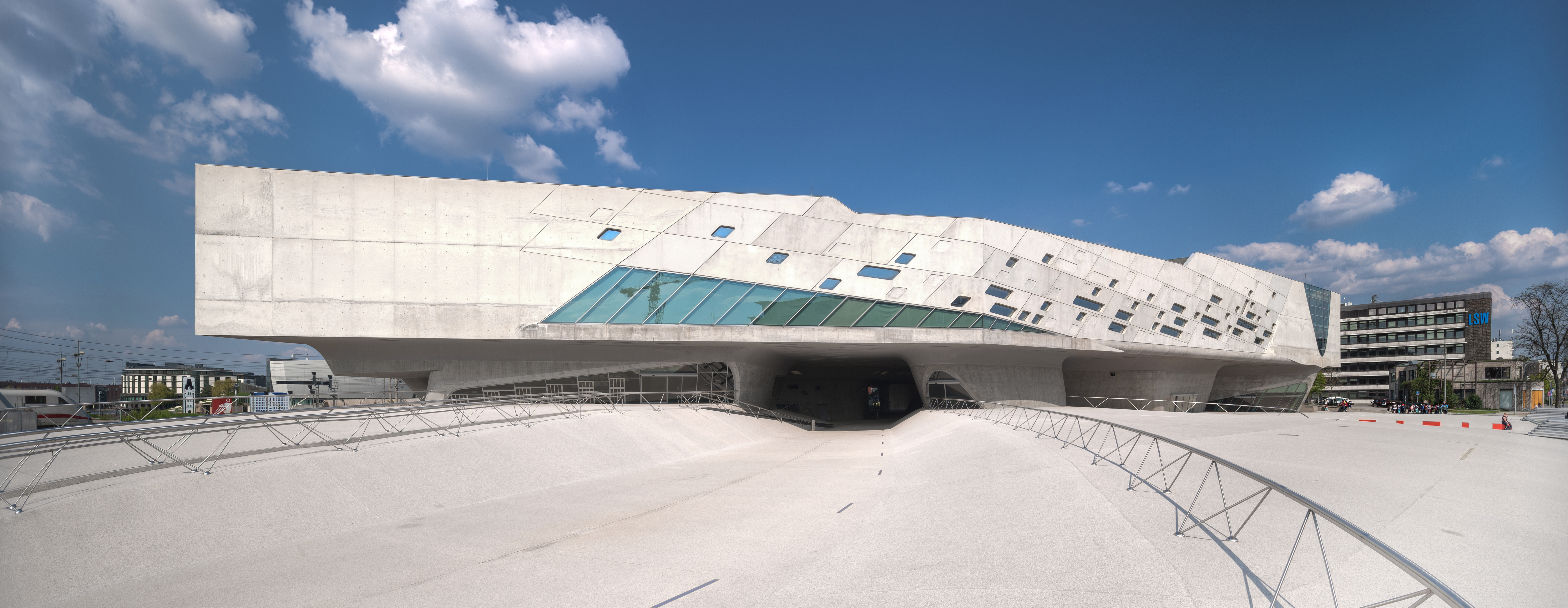
phæno-Gebäude (2005)

Eine Abgrenzung der Architektur in Deutschland zum Rest der Welt ist inzwischen oftmals unmöglich, die Architekturentwicklung ist häufig nur noch im globalen Kontext zu erfassen. Diese globale Austauschbarkeit und Gleichförmigkeit von zeitgenössischer Architektur wird vielfach auch kritisiert. Deutsche Architekturbüros leiten u. a. städtebauliche Großprojekte (z. B. Albert Speer & Partner in der Volksrepublik China, Ingenhoven Associates in Singapur und Australien). Auf der anderen Seite realisieren Büros aus dem Ausland Projekte in Deutschland, oft in Zusammenarbeit mit lokal ansässigen Büros. Zum Beispiel entwarfen die Schweizer Herzog & de Meuron die Allianz Arena in München und die Elbphilharmonie in Hamburg oder Zaha Hadid das „phæno“-Wissenschaftsmuseum in Wolfsburg (2005).

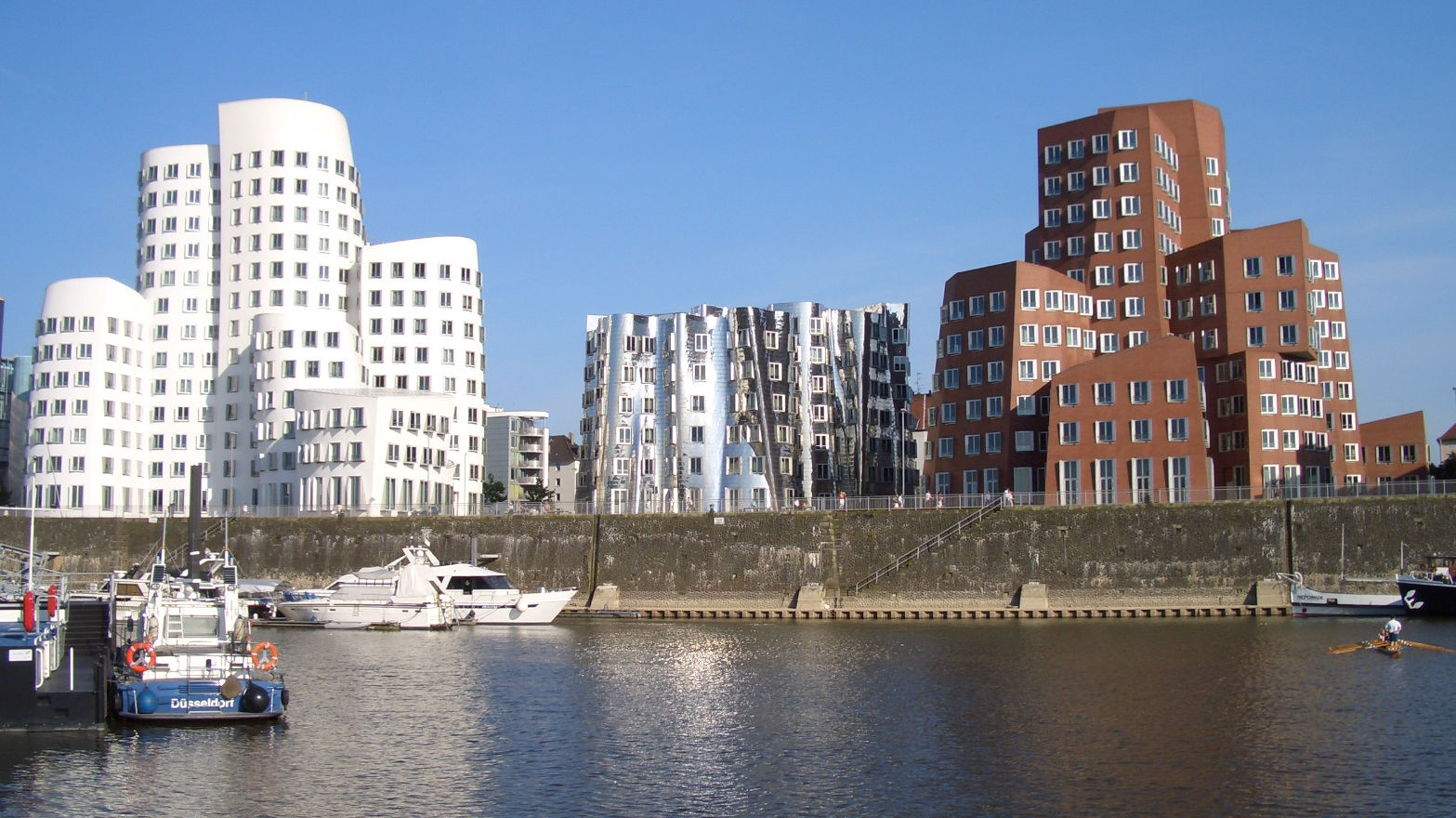
Der Neue Zollhof am Düsseldorfer Medienhafen (Gehry).

Derzeit lassen sich verschiedene globalisierte Strömungen in der Architektur beobachten. Aus dem Dekonstruktivismus hat sich durch den verstärkten Einsatz von Computern auch in der Entwurfsphase eine Art Neo-Expressionismus entwickelt. So entstehen jeweils individuell geformte, skulpturale Baukörper, die ihren Inhalten, zum Teil auch nur dem Bauwerk selbst, einen künstlerischen Ausdruck verleihen sollen. Beispiele sind der Erweiterungsbau des Jüdischen Museums Berlin von Daniel Libeskind oder Frank O. Gehrys Bauten am so genannten Medienhafen in Düsseldorf.
Als Gegenbewegung zu der dekonstruktivistischen bzw. expressiven Formenwelt besteht der Minimalismus, mit seinen bewusst in karger und reduzierter Formensprache gestalteten Bauwerken, wie es etwa an den Bauten von Tadao Ando in zu sehen ist: z. B. dem Konferenzzentrum für die Vitra in Weil am Rhein und dem Kunst- und Ausstellungsgebäude der Langen Foundation bei Neuss.
Die Strömung des technikorientierten, neuen Funktionalismus vertritt zum Beispiel Norman Foster, wie an der Kuppel des Reichstagsgebäudes in Berlin oder dem Commerzbank Tower in Frankfurt am Main zu sehen ist. Vor allem Letzteres ist ein Bauwerk, das im Sinne des „ökologischen Bauens“ geplant und vom Entwurf bis zur technischen Ausrüstung ressourcenschonend konzipiert ist.
Diese Bauweise sowie das „Nachhaltige Bauen“ (z. B. Anna Heringer und Christoph Ingenhoven) gehören zu den richtungsweisenden, wenn auch nicht stilprägenden Entwicklungen in der deutschen Architekturszene. Deutschland gilt nicht zuletzt wegen der hohen technischen Standards im Bauwesen als Vorreiter in Sachen „ökologische“ Architektur. Mit Hilfe neuer Techniken und Materialien werden energiesparende Bauwerke entwickelt, etwa die so genannten Passivhäuser oder „Solarhäuser“ (siehe Solararchitektur). Auch die Verwendung regionaler und natürlicher Baumaterialien gewinnt in diesem Zusammenhang wieder an Bedeutung, z. B. Natursteine wie Sandstein, Kalkfarben, Ton/Lehm, Backstein, Schiefer, Reet und Holz.

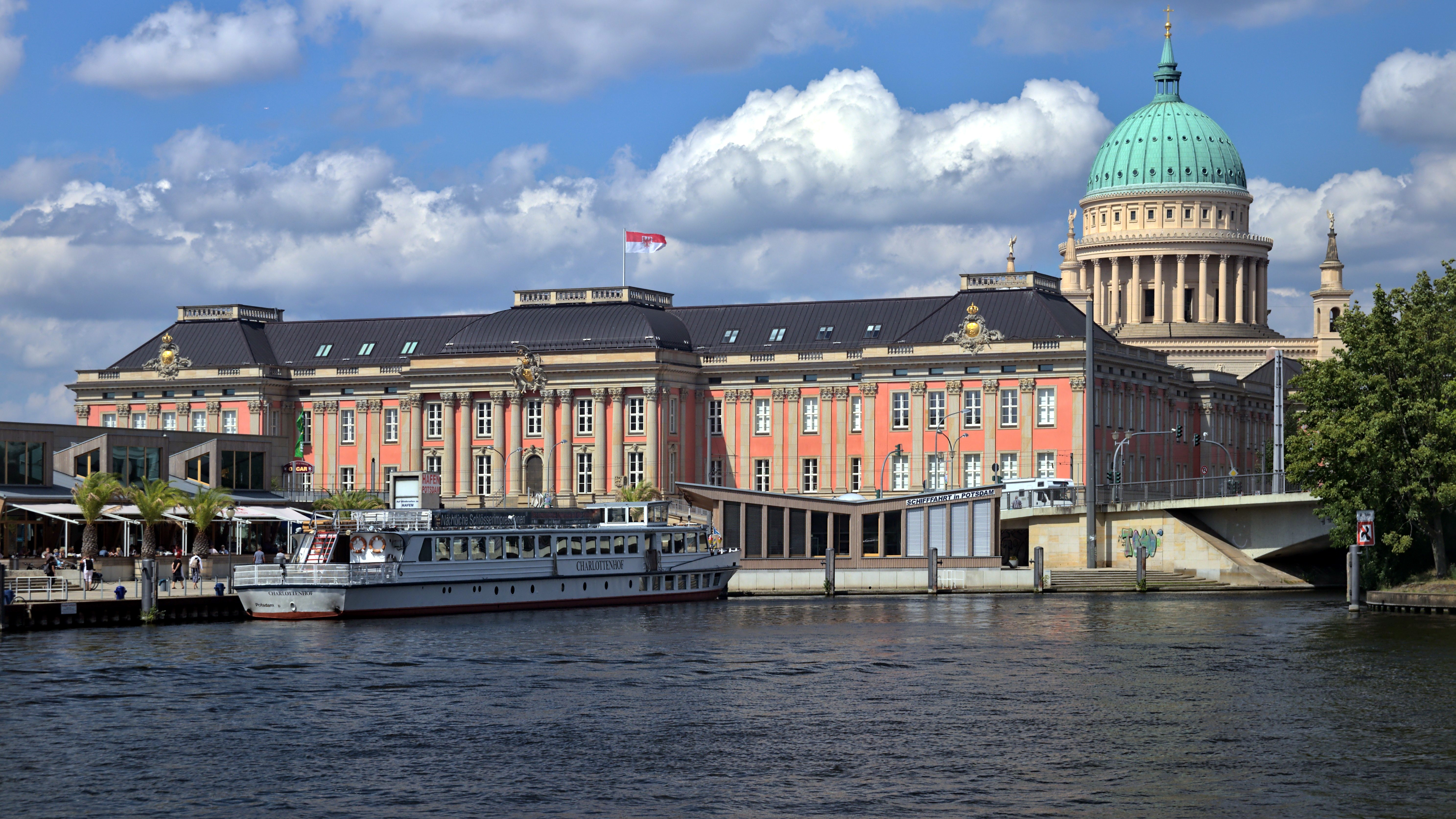
Potsdamer Stadtschloss

Die zunehmend öffentliche Diskussion von Architektur und Städtebau führt heute dazu, dass engagierte Bürger wie auch prominente Interessenvertreter bauliche Entscheidungen beeinflussen. So gelang es beispielsweise durch den Einsatz gemeinnütziger Vereine und die Aufwendungen mehrerer bekannter Personen (u. a. TV-Moderator Günther Jauch, SAP-Gründer Hasso Plattner), statt eines modernen Neubaus für den Landtag Brandenburg die Rekonstruktion des historischen Potsdamer Stadtschlosses durchzusetzen. Das Schloss wurde in leicht veränderter Kubatur und mit seinen barocken Fassaden am Originalstandort wiederaufgebaut.

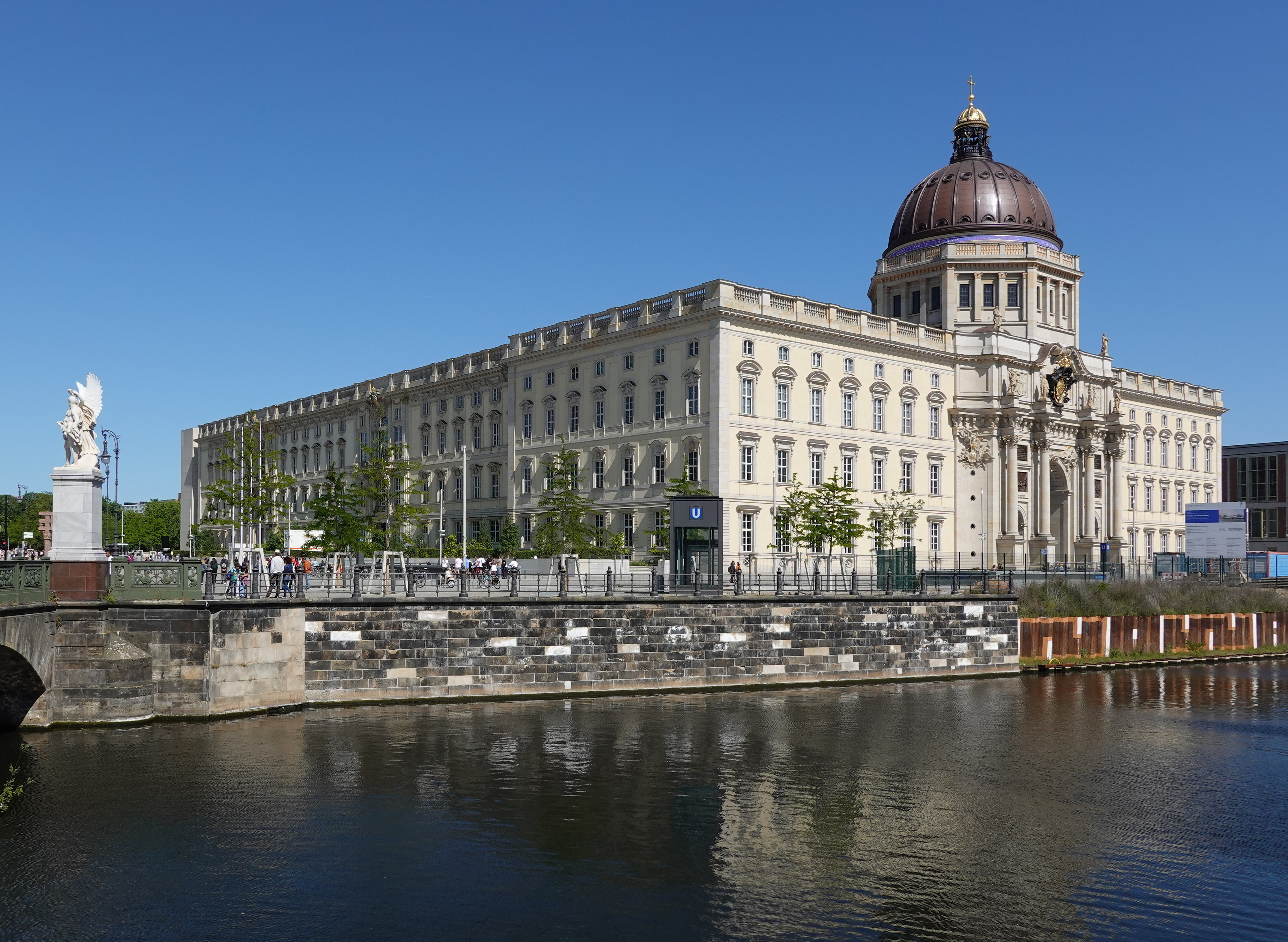
Berliner Stadtschloss

Die Rekonstruktion von im Krieg zerstörten bzw. später abgerissenen Bauten ist damit ein weiterer Trend in der deutschen Baukultur, der zunehmend die ganze Bundesrepublik erfasst. Die prominentesten Wiederaufbauten der vergangenen Jahre waren wohl zweifellos die detaillierten Rekonstruktion des Knochenhaueramtshauses (1989) am Marktplatz von Hildesheim und der barocken Dresdner Frauenkirche (2005) mit dem sie umgebenden Neumarkt. Weitere aktuelle Beispiele sind das Berliner Stadtschloss, die Potsdamer Mitte mit dem Stadtschloss, Barberini-Palais und der Garnisonkirche, sowie ein Teil der Frankfurter Altstadt (Dom-Römer-Projekt). Weitere Stadtreparatur-Projekte werden bundesweit erwogen bzw. geplant, um Kriegs- und Abrisswunden zu heilen und die historischen Stadtbilder wiederherzustellen.
In diesem Zusammenhang zeichnet sich auch ein genereller Trend zu einer Wiederaufnahme von klassischen Maßstäben, Proportionen und architektonischen Details ab, der auch als neuklassische Architektur bezeichnet wird. Dieser Trend ist bedingt durch eine zunehmende Ablehnung modernistischer Baustile in der Bevölkerung, da diese Art der zeitgenössischen Architektur häufig als kalt, unpersönlich, belanglos oder unmaßstäblich empfunden wird. So sehnen sich die Menschen nach „menschlicheren“ Maßstäben, mehr Kleinteiligkeit, nach regionaler Erdung und nach klassisch gestalteten und gegliederten Fassaden (z. B. durch Ornamente, Gesimse und Pilaster). Diese Entwicklung zeigt sich u. a. im Neuen Urbanismus (engl. New Urbanism), der zunehmend die Bundesrepublik erfasst und statt aufgelockerter Zeilenbebauung die urbane Blockrandbauweise befördert. Einzelne Architekten widmen sich bereits länger diesem Thema bzw. arbeiten nach dessen Idealen, so z. B. Hans Kollhoff, Sergei Tchoban, das Büro Patzschke & Patzschke, Weise und Treuner Architekten, Tobias Nöfer Architekten oder der Berliner Stadtplaner Hans Stimmann. Sie zeichnen sich durch Rückgriffe auf klassisch-bewährte Architekturelemente, Materialien und Gebäudeanordnungen aus, kombinieren diese teilweise neu bzw. führen sie weiter. Mitunter entstehen neue Spielarten der Postmoderne.

### Gesellschaftliche Bedeutung
2007 wurde die Bundesstiftung Baukultur gegründet, deren Anliegen es ist „die Qualität der gebauten Umwelt zu fördern“ und unter anderem die Wahrnehmung der Planungs- und Bauleistungen aus Deutschland im In- und Ausland zu befördern.

## Museen, Ausstellungen und Veranstaltungen
- Deutsches Architekturmuseum, Frankfurt
- Architekturmuseum der Technischen Universität München
- Tag der Architektur
- Tag des offenen Denkmals